# 스타 오디션 위대한 탄생 (시즌 1)
《스타 오디션 위대한 탄생》(영어: Star Audition - The Great Birth)은 문화방송에서 매주 방영되던 김혜수의 W를 폐지하고 2010년 11월 5일부터 방송되는 공개 오디션 프로그램이다. 줄여서 '위탄'이라고도 부른다. 대한민국을 비롯한 일본, 중국, 미국, 동남아에서 함께 진행되었으며 MC는 MBC 박혜진 아나운서가 단독으로 진행했다. 특히 박혜진 아나운서의 데뷔 이후 첫 정규 예능 프로그램 진행자로 데뷔를 한 프로이기도 하다. 한편 MBC 위탄 제작진은 2005년 방송 사고 이후로 가요 프로그램에서 5분을 늦춰 방송을 내보내는 방식을 택했었으나 실시간 문자투표 등 방송의 재미를 살리기 위하여 생방송으로 방송하기로 결정하였다. 본선까지 녹화방송되며, 최후의 12명이 대결하는 결승전은 생방송으로 진행된다. 우승 상금은 음반 제작비 2억 포함, 총 3억이며, 국제적으로 치러지는 오디션은 국적과 주거 지역에 관계없이 한국 노래라면 모두 허용된다. 총 27부작으로 방송됐다.

## 선발 과정
- 1. 지원자 모집 : ARS 전화, UCC 업로드
- 2. 1차 예선 : 현장 오디션을 통해 300명 선발 (MBC PD 및 작가, 음악관련 종사자로 구성된 음악전문가 심사)
- 3. 2차 예선 : 공개 오디션을 통해 100명 선발 (멘토 5인을 비룻한 유명 가수, 작곡가, 프로듀서가 직접 심사)
- 4. 해외 오디션과 유튜브 오디션에서 각각 10명씩 총 20명 선발
- 5. 위대한 캠프 (본선) : 총 120명의 합격자들 중 2박 3일 동안 서바이벌 경쟁을 통해 20명을 선발(3가지 미션)

첫 번째 미션 : 나쁜 버릇을 고쳐라(가창력 부족, 독창성 부족, 무대매너 부족, 표현력 부족, 일단 지적사항 없음)
두 번째 미션 : 선곡도 실력이다 - 제작진이 제시한 100곡중에 자신의 목소리에 맞는 최적의 곡을 선택해야 한다.
세 번째 미션 : 자기 스타일 찾기 - 지정해준 곡들중에 선택하여 파트너와 함께 자신의 스타일로 소화해야 한다.
마지막 미션을 끝낸 후 멘토가 가르치고 싶은 사람을 지원하게 되며 멘토 다수가 지원할 경우 참가자가 멘토를 고를 수 있다.
- 6. 멘토 스쿨 : 5명의 멘토가 4명씩 맡아 가르치며 이 과정에서 멘토 자신들이 맡은 참가자들 중 각각 2명씩 선택하여 총 10명을 선발

탈락자 10명은 패자부활전에서 대결하며, 2명만이 최종 생방송 결선에 올라갈 수 있다.
- 7. 최종 결선 : 결선에 오른 총 12명의 참가자들은 생방송 오디션에서 대결하여 최종 우승자 결정

담임 멘토를 제외한 심사위원 4명이 제시한 점수와 시청자 문자투표가 3 : 7 비율로 합산되어 가장 낮은 점수를 받은 사람이 매주 1~2명씩 탈락

## 심사위원 (5인의 멘토)
- 김태원 (부활의 리더 겸 기타리스트)
- 신승훈 (가수)
- 이은미 (가수)
- 김윤아 (자우림의 보컬)
- 방시혁 (작곡가 겸 프로듀서)

## 수상자 특전
당초 MBC 측은 ‘위대한 탄생’의 1등 입상자는 3억원의 상금을 받는다고 밝힌 바 있다. MBC는 이에 대해 방송 사상 최고액의 상금이라고 홍보했지만 이 중 입상자에게 주어지는 금액은 단 1억원 뿐이며 2억원은 앨범 제작비로 들어간다고 밝혀 ‘과장 홍보’ 논란에 휘말리기도 했다. 참고로 앞서 끝난 유사 오디션 프로그램인 Mnet 슈퍼스타K 2에서는 우승자에게 순수 상금 2억원 외에 앨범 제작은 무상으로 지원했다. 결국 MBC 측은 첫 생방송 현장에서 추가로 1등 입상자에게 대형 세단을 부상으로 증정하고, 이와 더불어 2등 입상자에게도 중형 세단을 부상으로 증정하겠다고 덧붙였다. 이러한 상금과 부상들은 대한민국 방송 역사상 최고 금액이며, 공중파에서 상금을 과도하게 지급하여 상업성에 너무 치중한 것 아니냐는 논란이 일기도 했다. 2011년 5월 27일 방송에서 백청강이 우승, 이태권이 준우승을 차지했다.
- 우승자 : 상금 3억원 (우승상금 1억원 + 앨범제작 지원금 2억원), 기아 K7
- 준우승자 : 기아 K5

## 멘토 점수 고득점 무대
| 순위 | 이름   | 곡                      | 점수 |
| ---- | ------ | ----------------------- | ---- |
| 1    | 이태권 | 박하사탕                | 37.7 |
| 2    | 셰인   | 나 항상 그대를          | 36.9 |
| 3    | 백청강 | 체념                    | 36.8 |
| 4    | 셰인   | 그대 내 맘에 들어오면은 | 36.6 |
| 5    | 이태권 | 사랑했지만              | 36.5 |
| 6    | 백청강 | 인연                    | 36.4 |
| 6    | 이태권 | Love Potion No.9        | 36.4 |
| 8    | 김혜리 | 너에게로 또 다시        | 36.3 |
| 9    | 백청강 | 슬픈 인연               | 36.2 |
| 10   | 이태권 | Bad Case Of Loving You  | 36.1 |

## 주요 참가자
| 순위        | 이름                   | 예명        | 소속사                        | 소속그룹                           |
| ----------- | ---------------------- | ----------- | ----------------------------- | ---------------------------------- |
| 1위         | 백청강                 |             | 페이스                        |                                    |
| 2위         | 이태권                 |             | stimm                         |                                    |
| 3위         | Shyane Orok            | 셰인        | 소니뮤직코리아                |                                    |
| 4위         | 손진영                 |             | 공감                          |                                    |
| 5위         | David Oh               | 데이비드 오 | JMG, 前곤                     | 에버블룸                           |
| 6위         | 정희주                 |             | SAM                           |                                    |
| Top8(7위)   | 김혜리                 |             | 예당                          |                                    |
| Top8(8위)   | 노지훈                 |             | 빅대디, 마스터피스, 前로엔    | FC MEN                             |
| Top10(9위)  | 백새은                 |             | 사운드홀릭                    | 블랑                               |
| Top10(10위) | 조형우                 |             | 前에이팝, 前미스틱            | 前비지웍스                         |
| Top12(11위) | 故 권리세              | 리세        | 前폴라리스                    | 前레이디스코드                     |
| Top12(12위) | 황지환                 |             | 서울공연예고, 전남예고        |                                    |
| Top20(13위) | 박원미                 |             | 오감                          |                                    |
| Top20(14위) | 양정모                 |             | GMC, 前크레이지사운드, 前크롬 | 짠짠, 스윗게릴라즈, 前비셔스글레어 |
| Top20(15위) | 김정인                 |             |                               |                                    |
| Top20(16위) | 김한준 (이인세&김한준) |             |                               |                                    |
| Top20(17위) | 이미소                 | 미소        | 前빅히트, 前쏘스              | 前글램                             |
| Top20(18위) | 이진선                 |             |                               |                                    |
| Top20(19위) | 윤건희                 |             |                               |                                    |
| Top20(20위) | 안아리                 | Ari         | 콩지                          |                                    |
| Top34       | 김도엽                 |             |                               |                                    |
| Top34       | 린라다                 |             |                               |                                    |
| Top34       | 메건 혜린 리           | 메건 리     | 제이엠씨, 前소울샵, 前로엔    |                                    |
| Top34       | 서의환                 |             |                               |                                    |
| Top34       | 오영근                 |             |                               |                                    |
| Top34       | 유솔아                 |             |                               |                                    |
| Top34       | 이유나                 |             |                               |                                    |
| Top34       | 이은비                 |             |                               |                                    |
| Top34       | 이주형                 | 퍼플제이    |                               |                                    |
| Top34       | 임우태                 |             |                               | 디아코니아                         |
| Top34       | 장유란                 |             |                               |                                    |
| Top34       | 한승구                 |             |                               |                                    |
| Top34       | 한지선                 |             |                               |                                    |
| Top34       | 홍윤지                 |             |                               |                                    |
| Top62       | 서형주                 |             |                               |                                    |
| Top62       | 강병진                 |             |                               |                                    |
| Top62       | 차여울                 | 前여울      | 퓨라이트                      | 차여울밴드, 前Maker's              |
| Top62       | 조영배                 |             |                               |                                    |
| Top62       | 이동미                 | 조하니      |                               |                                    |
| Top62       | 김환희                 |             |                               |                                    |
| Top62       | 한호                   |             |                               |                                    |
| Top62       | 믹키                   |             |                               |                                    |
| Top62       | 박지연                 |             |                               |                                    |
| Top62       | 안예찬                 |             |                               |                                    |
| Top62       | 손수정                 |             |                               |                                    |
| Top62       | 박채린                 | 채린        | FNC, 前빅히트                 | 체리블렛                           |
| Top62       | 나탈리 화이트          | 나탈리      |                               |                                    |
| Top62       | 최진아                 |             |                               |                                    |
| Top62       | 최환준                 |             |                               |                                    |
| Top62       | 서민경                 |             |                               |                                    |
| Top62       | 이지우                 |             |                               |                                    |
| Top62       | 김현주                 |             |                               |                                    |
| Top62       | 한거성                 |             |                               |                                    |
| Top62       | 박소담                 |             |                               |                                    |
| Top62       | 윤여진                 |             |                               |                                    |
| Top62       | 김민선                 |             |                               |                                    |
| Top62       | ?                      |             |                               |                                    |
| Top62       | ?                      |             |                               |                                    |
| Top62       | ?                      |             |                               |                                    |
| Top62       | ?                      |             |                               |                                    |
| Top62       | ?                      |             |                               |                                    |
| Top62       | ?                      |             |                               |                                    |
| Top114      | 아멜리                 |             |                               |                                    |
| Top114      | 맹세창                 |             |                               |                                    |
| Top114      | 권영기                 | 영기        | 생각, 前뉴에이블, 前거성      | 아웃렛                             |
| Top114      | 임다영                 | 다영        | 스타쉽                        | 우주소녀, 우주소녀 쪼꼬미          |
| Top114      | 신샤론                 |             |                               |                                    |
| Top114      | 도우리 (소울)          |             |                               | 소울                               |
| Top114      | 길하늘 (소울)          |             |                               | 소울                               |
| Top114      | 김효진 (소울)          |             |                               | 소울                               |
| Top114      | 김지원 (소울)          |             |                               | 소울                               |
| Top114      | 이연선                 |             |                               |                                    |
| Top114      | 김은희                 |             |                               |                                    |
| Top114      | 강슬기                 |             |                               |                                    |
| Top114      | ?                      |             |                               |                                    |
| Top114      | ?                      |             |                               |                                    |
| Top114      | ?                      |             |                               |                                    |
| Top114      | ?                      |             |                               |                                    |
| Top114      | ?                      |             |                               |                                    |
| Top114      | ?                      |             |                               |                                    |
| Top114      | ?                      |             |                               |                                    |
| Top114      | ?                      |             |                               |                                    |
| Top114      | ?                      |             |                               |                                    |
| Top114      | ?                      |             |                               |                                    |
| Top114      | ?                      |             |                               |                                    |
| Top114      | ?                      |             |                               |                                    |
| Top114      | ?                      |             |                               |                                    |
| Top114      | ?                      |             |                               |                                    |
| Top114      | ?                      |             |                               |                                    |
| Top114      | ?                      |             |                               |                                    |
| Top114      | ?                      |             |                               |                                    |
| Top114      | ?                      |             |                               |                                    |
| Top114      | ?                      |             |                               |                                    |
| Top114      | ?                      |             |                               |                                    |
| Top114      | ?                      |             |                               |                                    |
| Top114      | ?                      |             |                               |                                    |
| Top114      | ?                      |             |                               |                                    |
| Top114      | ?                      |             |                               |                                    |
| Top114      | ?                      |             |                               |                                    |
| Top114      | ?                      |             |                               |                                    |
| Top114      | ?                      |             |                               |                                    |
| Top114      | ?                      |             |                               |                                    |
| Top114      | ?                      |             |                               |                                    |
| Top114      | ?                      |             |                               |                                    |
| Top114      | ?                      |             |                               |                                    |
| Top114      | ?                      |             |                               |                                    |
| Top114      | ?                      |             |                               |                                    |
| Top114      | ?                      |             |                               |                                    |
| Top114      | ?                      |             |                               |                                    |
| Top114      | ?                      |             |                               |                                    |
| Top114      | ?                      |             |                               |                                    |
| Top114      | ?                      |             |                               |                                    |
| Top114      | ?                      |             |                               |                                    |
| Top114      | ?                      |             |                               |                                    |
| Top114      | ?                      |             |                               |                                    |
| Top114      | ?                      |             |                               |                                    |
| Top114      | ?                      |             |                               |                                    |

## 방송 내용

### 본선 진출자
- 12월 3일, 일본 오디션에 대해서 방송했다. 그 결과 백새은[8]과, 故 권리세[9]가 합격하여 대한민국행 티켓을 얻게 되었다. 이날 방송에서 신승훈, 김윤아, 방시혁이 심사위원으로 참여했다.[10]
- 12월 10일, 미국 오디션과, 대한민국 오디션을 방송했다. 미국 오디션은 방시혁, 윤상, 조PD가 심사위원을 맡았으며, 대한민국 오디션은 방시혁, 김윤아, 김태원이 심사위원을 맡았다. 이날 방송에서 데이비드 오(오세훈)과, 이태권, 듀오 하루(김한준, 이인세), 이동미, 최지헌·김상현, 허지애[11] 등이 합격했다. 이중 듀오 멤버 이인세는 MBC 대학가요제에 출전하여 대상을 수상하였기 때문에 자동으로 탈락했다.[12]
- 12월 17일 방송에서 이어진 미국 오디션에서는 합격차 9명중에 6명이 최종 한국행 티켓을 얻게 되었으며, 대한민국 오디션에서는 이은미, 신승훈, 방시혁이 심사위원으로 참여하여 5명이 추가로 합격했다.[13]
- 12월 24일 태국 오디션에서는 3명이 합격했으며, 조PD, 김태원, 이은미가 심사위원으로 참여했다. 대한민국 오디션에서는 김태원, 이은미, 김윤아가 참여했다.[14]
- 1월 14일 방송에서 2차 오디션이 종료되었다. 대한민국 오디션과, 4개국 오디션, 유튜브 오디션 등을 통하여 총 114팀이 합격했다. 다만 이전에 탈락한 참가자들중 멘토 재량으로 1명씩 지명하여 총 4명이 부활하였다.[15] 이들은 다른 본선 진출자들과 함께 위대한 캠프에서 재대결하게 된다.[16]

대한민국 (총 100명 선발)
| 참가자                                                   | 나이 | 선정곡                                                     | 국적/거주지   | 방송일    | 비고                      |
| -------------------------------------------------------- | ---- | ---------------------------------------------------------- | ------------- | --------- | ------------------------- |
| 이태권                                                   | 20   | What's up(4논 블론즈)                                      | 대한민국/인천 | 12월 10일 |                           |
| 김한준                                                   | 20   | Geek in the pink(제이슨 므라즈) 죽겠네(10cm)               | 대한민국      | 12월 10일 | 한림대학교                |
| 이동미                                                   | 27   | What's up(4논 블론즈)                                      | 대한민국/서울 | 12월 10일 |                           |
| 최지헌, 김상현                                           |      | 자작랩                                                     | 대한민국/서울 | 12월 10일 |                           |
| 맹세창                                                   | 20   | 이 노래(2AM)                                               | 대한민국      | 12월 17일 | 국민대학교 국문과, 배우   |
| 안아리                                                   |      | Time & life(이은미) 하하하쏭(자우림) You & I(박봄)         | 대한민국/서울 | 12월 17일 |                           |
| 노지훈                                                   |      | Love story(비)                                             | 대한민국/인천 | 12월 17일 |                           |
| 서형주                                                   | 26   | If I ain't got you(앨리샤 키스) Everywhere(미쉘 브랜치)    | 대한민국/서울 | 12월 17일 |                           |
| 김혜리                                                   |      | 독설(니모)                                                 | 대한민국/마산 | 12월 17일 |                           |
| 양정모                                                   | 27   | 아름다운 사실(부활)                                        | 대한민국/서울 | 12월 24일 |                           |
| 김우현                                                   | 31   | I will be back(2PM)                                        | 대한민국/서울 | 12월 24일 |                           |
| 강병진                                                   | 19   | 청소(더 레이)                                              | 대한민국/서울 | 12월 24일 |                           |
| 정희주                                                   | 25   | 헤어지는 중입니다(이은미)                                  | 대한민국/안양 | 12월 24일 |                           |
| 권영기                                                   | 25   | 잔소리(김건모) 땡벌(강진)                                  | 대한민국      | 12월 24일 | MBC 공채 개그맨 17기      |
| 박소담                                                   | 19   | 세월이 가면(최호섭)                                        | 대한민국/서울 | 12월 24일 |                           |
| 박채린                                                   | 10   | BEN(마이클 잭슨)                                           | 대한민국/고양 | 1월 7일   |                           |
| 김정인                                                   | 11   | You raise me up(조쉬 그로반) One summer night(진추하&아비) | 대한민국/서울 | 1월 7일   | 다수 동요제 입상 경력     |
| 이아람                                                   | 19   | 눈물이 안났어(임정희) Stand up for love(데스티니스 차일드) | 대한민국/서울 | 1월 7일   |                           |
| 이진선                                                   | 21   | 365일(알리)                                                | 대한민국/안양 | 1월 14일  |                           |
| 임우태                                                   | 21   | Cracks of my broken heart(에릭 베넷)                       | 대한민국/서울 | 1월 14일  |                           |
| 유수미                                                   | 27   | 사랑 참 밉다(이영현)                                       | 대한민국/울산 | 1월 14일  |                           |
| 황지환                                                   | 18   | If i ain't got you(앨리샤 키스)                            | 대한민국/경기 | 1월 14일  |                           |
| 김민선                                                   | 19   |                                                            | 대한민국/부산 | 1월 14일  |                           |
| 오영근                                                   | 24   |                                                            | 대한민국/과천 | 1월 14일  |                           |
| G7 (김승옥, 황옥자 김경자, 장미옥 이경연, 박명자 윤영란) |      | 새들처럼(변진섭)                                           | 대한민국      | 1월 14일  |                           |
| 김도엽                                                   | 20   | 사랑해도 괜찮니(포맨)                                      | 대한민국/일산 | 1월 14일  |                           |
| 조형우                                                   | 25   | I'm yours(제이슨 므라즈) 고백(뜨거운 감자)                 | 대한민국/일산 | 1월 14일  | 2007 대학가요제 본선 진출 |

일본 (총 2명 합격)
| 참가자    | 나이 | 선정곡         | 국적/거주지   | 방송일   | 비고                                     |
| --------- | ---- | -------------- | ------------- | -------- | ---------------------------------------- |
| 백새은    | 21   | 팬이야(자우림) | 대한민국/도쿄 | 12월 3일 | 와세다대학교 밴드동아리 보컬             |
| 故 권리세 | 19   | 기다리다(윤하) | 대한민국/도쿄 | 12월 3일 | 2009 미스코리아 일본 진(재일 한국인 4세) |

미국 (총 6명 합격)
| 참가자          | 나이 | 선정곡                                                         | 국적/거주지       | 방송일    | 비고         |
| --------------- | ---- | -------------------------------------------------------------- | ----------------- | --------- | ------------ |
| 데이비드 오     | 19   | You&I(박봄)                                                    | 미국/샌프란시스코 | 12월 10일 | 싱어송라이터 |
| 허지애          | 21   | 난 알아요(서태지와 아이들) Put your records on(코린 베일리 래) | 대한민국/LA       | 12월 10일 | 본선 기권    |
| 메건 리(이혜린) | 15   | 시계 태엽(임정희)                                              | 미국/LA           | 12월 17일 |              |
| 서의환          | 17   | 전부 너였다(노을)                                              | 대한민국/뉴저지   | 12월 17일 | 시각 장애인  |
| 신샤론          | 20   | 난 괜찮아(진주) Tell me(SES)                                   | 미국/뉴욕         | 12월 17일 |              |
| 윤건희          | 18   | I belive(신승훈) 마법의 성(더 클래식)                          | 미국/워싱턴       | 12월 17일 |              |

태국 (총 3명 합격)
| 참가자 | 나이 | 선정곡                                               | 국적/거주지       | 방송일    | 비고   |
| ------ | ---- | ---------------------------------------------------- | ----------------- | --------- | ------ |
| 믹키   | 12   | 어게인 어게인(2PM) One moment in time(휘트니 휴스턴) | 태국/방콕         | 12월 24일 | 현지인 |
| 최환준 | 19   | 나였으면(나윤권)                                     | 대한민국/치앙마이 | 12월 24일 |        |
| 린라다 | 15   | 꺼져줄게 잘살아(지나) Breathe(미스에이)              | 태국/방콕         | 12월 24일 | 현지인 |

중국 (총 4명 합격)
| 참가자 | 나이 | 선정곡                                            | 국적/거주지   | 방송일  | 비고                                                                                  |
| ------ | ---- | ------------------------------------------------- | ------------- | ------- | ------------------------------------------------------------------------------------- |
| 리진펑 | 23   | 까만 안경(이루)                                   | 중국/옌타이시 | 1월 7일 | 현지인                                                                                |
| 김휘   | 22   | 전활 받지 않는 너에게(2AM) 나 항상 그대를(이선희) | 중국/청두시   | 1월 7일 | 조선족                                                                                |
| 한호   | 25   | Insomnia(휘성)                                    | 중국/연변시   | 1월 7일 | 조선족 중국 전국 대학생 가수제 가수부문 3등 전국 조선족 청소년 가요제 가요 콩쿠르 3등 |
| 백청강 | 22   | 사랑 그 시린 아픔으로(김경호) 보고싶다(김범수)    | 중국/연변시   | 1월 7일 | 조선족 연변TV 전국 청소년 콩쿠르 오디션 1등                                           |

유튜브 글로벌 오디션 (총 6명 합격)
| 참가자        | 나이 | 선정곡                  | 국적/거주지 | 방송일   | 비고                                  |
| ------------- | ---- | ----------------------- | ----------- | -------- | ------------------------------------- |
| 아멜리        | 18   | 키스(레인보우)          | 프랑스      | 1월 14일 |                                       |
| 차여울        |      |                         |             | 1월 14일 |                                       |
| 손수정        |      |                         |             | 1월 14일 |                                       |
| 다니엘 김     | 26   | Little like you(자작곡) | 캐나다      | 1월 14일 | 영어강사                              |
| 나탈리 화이트 | 30   | Can't you see(손담비)   | 미국        | 1월 14일 | 음악 프로듀서 SBS 스타킹 출연 (107회) |
| 셰인          | 19   | Baby baby(포맨)         | 캐나다      | 1월 14일 |                                       |

멘토별 재량 부활 참가자 - 위대한 캠프에서 대결(총 4명)
| 멘토   | 지명자                               |
| ------ | ------------------------------------ |
| 이은미 | 소울(도우리, 길하늘, 김효진, 김지원) |
| 김태원 | 손진영                               |
| 방시혁 | 이미소                               |
| 신승훈 | 박지연                               |

### 위대한 캠프
위대한 캠프에는 총 112팀이 합격했다. 이들은 2박 3일간 숙식을 하며 몇 가지 미션 과제를 해결하는 방식으로 진행되었다. 1월 28일 방송에서 첫 번째 미션 '나쁜 버릇을 고쳐라' 미션에서 나쁜 버릇은 '가창력 부족', '표현력 부족', '독창성 부족', '무대매너 부족', '일단 지적사항 없음'으로 분류됐다. 첫 번째 통과자는 64명으로 추스려 졌으며 그 중 김혜리, 양정모, 이태권, 이동미, 메간리, 권리세, 데이비드 오, 백새은, 셰인, 나탈리, 김정인, 백청강, 한호, 이미소, 박지연 등등이 있다. 2월 11일 방송에서 새로운 미션 '선곡도 실력이다'편에서 64명 중 34명이 합격했다. 2월 18일부터 2주간 위대한 캠프 마지막이라 할 수 있는 듀엣 무대를 가져 이중에서 멘토들의 지원에 의해 최종 합격한 20명이 멘토 스쿨에 들어가 트레이닝을 받게 된다.
| 참가자 (팀 이름)                      | 노래                               | 방송일   |
| ------------------------------------- | ---------------------------------- | -------- |
| 린라다, 권리세 (Miss R)               | Bad girl good girl(미스에이)       | 2월 18일 |
| 노지훈, 황지환 (Miss J)               | Bad girl good girl(미스에이)       | 2월 18일 |
| 이태권, 김혜리 (슬픈 모나리자)        | 그남자 그여자(장혜진&바이브)       | 2월 18일 |
| 셰인, 한승구 (하모니)                 | Again ＆ Again(2PM)                | 2월 18일 |
| 한지선, 임우태 (어색한 만남)          | 그대 내게 다시(럼블피쉬)           | 2월 18일 |
| 서의환, 오영근 (다시)                 | 그대 내게 다시(럼블피쉬)           | 2월 18일 |
| 양정모, 백청강 (뼈와 살)              | 사랑보다 깊은 상처(박정현, 임재범) | 2월 18일 |
| 이진선, 손진영 (너와 나, 그리고 우리) | 사랑보다 깊은 상처(박정현, 임재범) | 2월 18일 |
| 정희주, 김도엽 (파이π)                | Billie Jean(마이클 잭슨)           | 2월 25일 |
| 이유나, 김정인 (엔도르핀)             | Dancing queen(아바)                | 2월 25일 |
| 이미소, 메건 리 (피기걸스)            | I don't care(투애니원)             | 2월 25일 |
| 조형우, 데이비드 오 (오우~ 잘한다!)   | I don't care(투애니원)             | 2월 25일 |
| 유솔아, 윤건희 (맑은 소리)            | 슬픈 인연(나미)                    | 2월 25일 |
| 이주형, 장유란 (위대한 인연)          | 슬픈 인연(나미)                    | 2월 25일 |
| 김한준, 백새은 (웃어라 배짱이)        | 붉은 노을(이문세)                  | 2월 25일 |
| 이은비, 홍윤지 (톰과 제리)            | Gee(소녀시대)                      | 2월 25일 |
| 안아리, 박원미 (센 시스터즈)          | 거부(빅마마)                       | 2월 25일 |

팀 이름 가운데 Miss R 과 Miss J는 모두 Miss A 의 팀 이름을 활용하여 팀 멤버 이름의 공통된 이니셜을 사용한 이름이다. '슬픈 모나리자' 팀은 이태권과 김혜리 모두의 눈썹의 숱이 적은데에 착안한 이름이다. '뼈와 살' 팀에서는 양정모가 '살'이고, 백청강이 '뼈'이다. 양정모는 팀 이름이 팀 구성원의 외모를 지칭함과 동시에 뼈와 살을 깎는 노력을 하자는 각오를 다진 이름이라고 밝혔다. 정희주, 김도엽의 파이는 '끝없는 가능성'을 의미하는 이름이라고 밝혔다. 이유나, 김정인의 '엔도르핀'의 의미는 '엔도르핀처럼 사람들에게 기쁨을 주고 싶다는 의미'라고 밝혔다. 조형우, 데이비드 오의 '오우~ 잘한다!' 팀 이름은 데이비드 오의 '오', 조형우의 '우'를 합쳐 만든 팀 이름이라고 밝혔다. 메건 리, 이미소의 '피기걸스'의 팀 이름은 둘다 돼지띠이기 때문이라고 밝혔다. 안아리, 박원미의 '센 시스터즈' 팀 이름은 '세보이고 싶어서' 지은 이름이라고 밝혔다.

### 참가자별 멘토 선정
2011년 2월 18일부터 2주간 멘토가 결정된다. 참가자들은 짝을 맞춰 듀엣곡을 부른 후 멘토를 희망하는 사람이 있는지 여부에 따라 탈락이 결정되게 되며, 희망 멘토가 다수일 경우 참가자가 멘토를 결정할 수 있게된다. 2월 25일 방송에서 데이비드 오는 무려 4명의 멘토가 희망했고, 황지환, 이태권, 셰인에게는 3명의 멘토가 희망함에 따라 멘토를 골라서 갈 수 있게 되었다.
| 참가자      | 희망 멘토                        | 최종 결정 | 방송일   |
| ----------- | -------------------------------- | --------- | -------- |
| 노지훈      | 방시혁                           | 방시혁    | 2월 18일 |
| 황지환      | 방시혁, 신승훈, 김윤아           | 신승훈    | 2월 18일 |
| 이태권      | 방시혁, 이은미, 김태원           | 김태원    | 2월 18일 |
| 김혜리      | 이은미                           | 이은미    | 2월 18일 |
| 셰인        | 이은미, 신승훈, 김윤아           | 신승훈    | 2월 18일 |
| 이진선      | 이은미                           | 이은미    | 2월 18일 |
| 손진영      | 김태원                           | 김태원    | 2월 18일 |
| 양정모      | 김태원                           | 김태원    | 2월 18일 |
| 백청강      | 김태원                           | 김태원    | 2월 18일 |
| 정희주      | 김윤아                           | 김윤아    | 2월 25일 |
| 김정인      | 방시혁, (신승훈)                 | 방시혁    | 2월 25일 |
| 윤건희      | 신승훈                           | 신승훈    | 2월 25일 |
| 이미소      | 방시혁                           | 방시혁    | 2월 25일 |
| 조형우      | 이은미, 신승훈                   | 신승훈    | 2월 25일 |
| 데이비드 오 | 방시혁, 이은미, (김태원), 김윤아 | 방시혁    | 2월 25일 |
| 김한준      | 김윤아                           | 김윤아    | 2월 25일 |
| 안아리      | 김윤아                           | 김윤아    | 2월 25일 |
| 박원미      | 이은미                           | 이은미    | 2월 25일 |

이 외에 탈락자 중 백새은과 권리세가 각각 김윤아와 이은미에게 추가합격 되었다.
| 멘토   | 참가자 | 참가자 | 참가자 | 참가자      |
| ------ | ------ | ------ | ------ | ----------- |
| 방시혁 | 노지훈 | 김정인 | 이미소 | 데이비드 오 |
| 이은미 | 김혜리 | 이진선 | 박원미 | 권리세      |
| 신승훈 | 황지환 | 셰인   | 윤건희 | 조형우      |
| 김태원 | 이태권 | 손진영 | 양정모 | 백청강      |
| 김윤아 | 정희주 | 김한준 | 안아리 | 백새은      |

### 멘토 스쿨
멘토 한 명당 4명씩 총 20명이 멘토 스쿨에 입학하였다. 이중 멘토가 스스로 2명의 참가자를 탈락시켜 최종 10명이 결선에 오르게 되며 이들은 MBC 《쇼!음악중심》 생방송 무대에도 서게된다.

#### 방시혁 조
가장 먼저 3월 3일 방시혁과, 김태원이 이끄는 멘토 스쿨이 방영되었다. 방시혁은 자신의 동료들과 함께 참가자들을 평가했으며 장단점을 지적했다. 이미소는 특히 춤을 추는 중 웃거나 표정관리가 안된다는 점을 지적받았다. 노지훈은 느끼하다는 지적을 받았고, 춤실력을 선보였으나, 실력이 좋지 않아 안추는게 좋겠다는 결론을 내렸다. 데이비드 오는 미국에서 보여줬던 자유로운 모습이 사라졌다는 지적을 받았으나, 방시혁의 동료에 의해 "마치 영화 《원스》에서 바로 나온듯한 자연스러운 모습이 좋다"는 칭찬도 받았다. 3월 11일 4명에 대한 중간평가도 방송됐다. 이 방송에서 이미소는 연습량이 부족했으며 목이 쉬는 등 몸관리를 제대로 하지 못했으며, 시킨대로 하지 않았다는 이유로 탈락 위기에 처하기도 했으나 방시혁의 동료들과의 회의 끝에 중간평가 탈락자 없이 좀더 지켜보기로 했다. 일주일 후 참가자 4명은 MBC 《쇼 음악중심》생방송을 가장한 오디션을 진행했다. 이 오디션에서는 방시혁과 함께 작업하는 프로듀서와 2AM의 조권, 임정희 등의 음악인들이 참여해 평가했다. 데이비드 오는 퍼포먼스가 약간 부족하다는 지적을 받기도 했으나 별다른 실수 없이 무대를 마쳤다. 노지훈은 심사위원들의 극찬을 받으며 네 명중 1위를 차지했다. 노지훈은 연습할 때 지적된 부분을 거의 대부분 빠르게 고쳐나갔으며 관객들과 함께 숨쉬는 무대매너와 뛰어난 가창력을 보여줬다는 평가를 받았다. 이미소는 무대 자체는 괜찮았으나 중간에 실수를 한 이후로 표정이 굳어져 '실수를 숨기는 법도 실력이다'라는 지적을 받았다. 이미소는 연습할때도 이와 비슷한 지적을 받았기 때문에 방시혁은 더 힘들었다고 고백했다. 김정인은 노래 중간에 가사를 까먹어 진행이 중단되는 사태를 빚었으나, 다시 한 번 기회가 주어졌다. 방시혁은 이번 실수가 나중에 도움이 될것이라는 충고를 했고, 다른 심사위원들도 실수 이후에도 당황하지 않고 무대를 잘 마쳤다고 평가했다.
| 참가자      | 선정곡            | 최종 결과 |
| ----------- | ----------------- | --------- |
| 노지훈      | 허그(동방신기)    | 합격(1등) |
| 데이비드 오 | 나만 바라와(태양) | 합격(2등) |
| 이미소      | 어제처럼(제이)    | 탈락      |
| 김정인      | 아이처럼(김동률)  | 탈락      |

#### 김태원 조
3월 3일 김태원 조의 내용도 방송되었다. 네 명의 외모가 무섭다는 점때문에 '공포의 외인구단'과 같다는 평가를 받던 김태원조는 김태원이 네 명을 자신이 작곡할 때 머무르는 별장으로 초대하였다. 여기서 부활 멤버들의 연주에 맞춰 노래를 부르는 영광을 가지기도 했다. 특히 이 날에는 뮤지컬 연출가로 잘 알려진 박칼린이 특별 심사를 보아 화제를 모았다. 박칼린은 장점을 정확하게 찝어내는 예리함을 보이면서도 거침없는 독설을 내뿜으며 존재감을 과시했다. 박칼린은 네 명의 노래를 들은 후 백청강을 1등으로, 양정모를 4등으로 지목했다. 백청강에게는 "음정이 약간 불안하지만, 사람을 집중하게 만든다"고 평가했다. 양정모는 사람을 끌리게 하는 매력은 없다고 평가했다. 이태권에겐 "리듬감이 부족하다"고 평가했고, 손진영에겐 "표현력과 퍼포먼스가 부족하다. 전체적으로 많이 공부해야 한다"고 충고했다. 이어 네 명은 콘서트장 무대에 올라가 부활의 멤버들의 평가를 받았다. 이날 심사에는 부활 전 보컬이었던 박완규도 참여해 눈길을 끌었다. 박완규는 방시혁을 능가하는 독설을 선보였다. 백청강에게는 "초등학생이 성인 노래를 부르는 느낌이다. 너무 예쁘게 부른다."라는 평가를 내렸고, 양정모에겐 "평가할 가치가 없다. 너무 겉멋이 들어있고, 고음에선 소리만 지른다"라고 혹평했다. 이태권에겐 "손발이 계속 움직여 산만하고 발음이 부정확하다"라고 지적했고, 손진영에겐 "너무 슬퍼서 몸서리차 처진다"라고 평가했다. 이후 김태원은 부활 콘서트에 네 명을 불렀고 이들 중 양정모와, 손진영을 탈락자로 지목하며 부활 콘서트의 마지막 곡 회상3(마지막 콘서트)를 눈물을 흘리고 부르며 끝을 맺었다. 김태원은 이들에게 "평생 함께 연락하자. 니들이 음악적으로 성공하는 길을 닦아주었으면 한다."라는 말을 건네며 우정을 과시했다. 이날 방송은 18.5%의 시청률을 보이며 최고 시청률을 다시 갱신했다.
- 모든 노래는 부활곡이다.

| 참가자 | 박칼린 오디션 선정곡 | 부활 오디션 선정곡 | 최종 결과 |
| ------ | -------------------- | ------------------ | --------- |
| 이태권 | Lonely night         | 추억이면           | 합격      |
| 백청강 | 생각이나             | 희야               | 합격      |
| 손진영 | Lonely night         | 사랑할수록         | 탈락      |
| 양정모 | 생각이나             | 비밀               | 탈락      |

#### 이은미 조
이은미와 참가자들은 해인사에서 연습과 오디션을 진행하기로 했다. 이은미는 "처음으로 내면의 목소리를 듣게 된 곳"이라며 해인사로 데려온 이유를 소개했다. 이은미는 "술먹고 토할때처럼 성대를 밑으로 내려서 부르는 법도 알아야 한다"며 자신의 비밀 노하우를 공개하기도 했다. 권리세는 발음문제가 가장 큰 문제로 지적되었으나 이은미가 가르쳐준대로 하면서 조금씩 나아지는 모습을 보였고 이은미는 권리세의 근성을 긍정적으로 평가했다. 1급수라고 극찬을 받았던 김혜리는 시킨대로 하지도 않고 실수에 대해서 계속 다른 핑계를 대는 바람에 이은미가 "너 혼자 알아서 해라"며 분노하기도 했다. 이 외에도 김혜리는 박자 문제로 지적을 많이 받았고 자신도 "다른사람들보다 듣는귀가 떨어지는 것 같다"며 자신의 약점을 고백했다. 김혜리는 두 번째 오디션에서 혹독한 비판을 받았던 노래 혜령의 '우리 사랑 여기까지죠'를 미션곡으로 지정받았다. 박원미는 자신이 존경하던 셀린디옹이 존경하는 가수 바브라 스트라이샌드의 노래를 미션곡으로 선정했다. 이은미는 박원미에 대해 "창법과 성량이 최종합격자 20명중 최고"라며 극찬했다. 이진선은 연습 과정에서 감정표현 부족하다는 지적을 받았으나 바로 개선되는 모습을 보이면서 "처음으로 노래같이 부른다"라는 칭찬을 받기도 했다. 이들 4명은 다음 방송에서 스님들 100명이 모인 자리에서 노래를 불러 평가를 받게된다. 3월 18일 이은미 오디션 최종 합격자에 대한 내용이 방송되었다. 해인사에서 스님 100여명 앞에서 열린 중간평가 무대에서 권리세는 더 클래식의 마법의성 노래를 불렀다. 이은미는 "빠른 습득을 하면서도 포기하지 않고 열심히 하는 모습에 칭찬해주고 싶었다. 내가 권리세를 멘티로 뽑길 잘했다"고 평가했다. 김혜리는 2차 오디션에서 혹평을 받았던 노래 혜령의 '우리 사랑 여기까지죠'를 불렀다. 이 노래는 이은미가 김혜리에게 개선의 모습을 보여달라는 의미로 선정해준 곡이었다. 김혜리의 노래에 대해 스님들은 "아름답고 기운이 있다고 느껴졌다"고 평가했다. 박원미는 바브라 스트라이샌드의 'Woman In Love'를 불렀다. 스님들은 "곡을 완벽하게 소화했다."고 평가하면서도 "노래의 기운(감정)이 안들어있다"고 지적했다. 이은미는 "콧소리와 시선처리가 아쉬웠다"고 평가했다. 이진선은 샤카칸의 'Your Love Is All I Know'를 불렀다. 스님들은 "성량이나 가창력은 좋은데 힘이 많이 들어가 귀를 아프게 할 수도 있다"라고 평가했다. 이 오디션에서 스님들은 이진선을 1위로, 권리세를 4위로 선정했다. 이 자리에서 이은미는 참가자들이 최종 오디션에서 불러야 할 곡을 선정해 직접 열창해주기도 했다. 며칠 후 참가자들은 윤일상과 이은미 앞에서 최종 오디션을 진행했다. 윤일상은 권리세에게 "톤이 참 좋다. 하지만 자신감이 부족하다"고 평가했다. 김혜리에게는 "자신감이 좋다. 하지만 기본기가 있는지는 생각해봐야겠다"며 악기를 배워볼것을 권유했다. 이은미는 권리세를 합격시키며 "노력을 이길 수 있는 건 아무 것도 없다는 것을 보여주자"고 말했다. 이진선에게는 "음악에 몰입하기보단 오디션에 합격하려는 모습이 더 많이 보였다"며 탈락을 통보했다. 이은미는 또 박원미를 탈락시키며 "무대에 집중하지 못했다"고 말했다.
| 참가자 | 해인사 오디션 선정곡               | 윤일상 오디션 선정곡      | 최종 결과 |
| ------ | ---------------------------------- | ------------------------- | --------- |
| 김혜리 | 우리 사랑 여기까지죠(혜령)         | 너를 위해(임재범&박정현)  | 합격      |
| 권리세 | 마법의 성(더클래식)                | 애인있어요(이은미)        | 합격      |
| 박원미 | Woman In Love(바브라 스트라이샌드) | 봄 여름 가을 겨울(김현식) | 탈락      |
| 이진선 | Your Love Is All I Know(샤카칸)    | 녹턴(이은미)              | 탈락      |

#### 김윤아 조
3월 18일 김윤아 조에 대한 내용도 방송되었다. 멘티들은 자우림이 활동하는 작업실로 초대되었다. 김윤아는 패자부활에서 지목한 백새은에게 무대공포증을 해결해주고 싶다는 오기를 내보이기도 했다. 김윤아는 김한준의 호흡 문제를 지적하며 지도하기 어려움을 고백했다. 백새은에게는 "손이 많이 가는 참가자"라고 이야기 하면서 감정표현과, 소리내는법을 지도했다. 정희주는 김윤아가 가르쳐준대로 잘 따라오는 모습을 보였으며, 자우림 멤버도 정희주의 가창력을 칭찬하며 "팬이 됐다"고 너스레를 떨었다. 김윤아도 정희주를 성실한 노력파라고 칭찬했다. 안아리는 김윤아가 내주는 과제를 제대로 해오지 않는 모습을 보였는데, 그 이유로 할아버지가 아프셨기 때문이라고 말했다. 이에 대해 김윤아는 "나는 남자친구가 죽은 다음날에 공연을 하는 날도 있었다"며 슬픈날도 노래를 해야 한다고 충고했다. 그러나 안아리는 이후에도 연습을 거의 해오지 않는 모습을 보이며 김윤아에게 지적을 당했으며, 자우림의 멤버들도 안아리의 태도를 지적하며 열심히 하지 않는다고 지적했다. 중간평가에서 김윤아는 김한준에게 "의외로 노래를 잘 소화했다"면서도 음정문제가 아직도 약간 부족하다고 지적했다. 정희주에게는 "만점을 주고싶다"고 하면서도노래할 때 턱이 경직된다"며 앞으로 고쳐나가보자며 의지를 돋구었다. 백새은은 무대 공포증과 자주 틀리는 가사 문제로 골머리를 앓아왔다. 결국 중간평가에서도 가사를 틀렸으나 멤머가 먼저 연주를 틀려서 발생한 문제로 밝혀졌다. 김윤아는 이에 대해 "좋게 말하면 연주를 읽고 있는다는 것이고, 나쁘게 말하면 보컬리스트가 끌고 가면 되는 건데 그것이 되지 않았다"며 아쉬움을 나타냈다. 안아리는 '미안해 널 미워해'를 부를 때 표정이 가사와 맞지 않는다며 웃는 표정을 지적했다. 이어 멋이 들어간 잘못된 발음 문제도 지적했다. 자우림은 멤버들이 함께한 중간 평가에서 정희주를 1등으로, 안아리를 4등으로 지목했다. 3월 25일 방송에서는 최종평가에 대한 내용이 방송되었다. 4명의 멘티들은 홍대 밴드클럽에 가서 노래를 불러 평가를 받았다. 김윤아는 마지막 합격자를 선정하는 자리에서 4명의 멘티들에게 "성장한 모습을 보여줘서 진심으로 고맙다"고 말했다. 김윤아를 포함한 자우림 멤버들은 만장일치로 정희주를 1등으로 선정했다. 김윤아는 정희주를 "언제나 겸손하게 노력하는 부분이 좋았다"고 평가했다. 김윤아는 또 안아리에게 "본무대에서 좀더 안정된 모습을 보여줬다"고 평가했으며, 백새은에겐 "그동안 두 번이나 구제해줬고, 그동안 기복이 많았는데 오늘 무대에서 나의 명예를 살려줘서 고맙다"고 칭찬했다. 탈락자 안아리에겐 "학생이니까 넓은 시각을 가지고 음악을 해보라"고 조언했다.
- 김윤아의 솔로곡 `봄날은 간다`를 제외한 나머지 노래 3곡 모두 자우림 곡이다.

| 참가자 | 중간·최종 평가곡 | 최종 결과 |
| ------ | ---------------- | --------- |
| 정희주 | 봄날은 간다      | 합격      |
| 백세은 | Something good   | 합격      |
| 안아리 | 미안해 널 미워해 | 탈락      |
| 김한준 | You&me           | 탈락      |

#### 신승훈 조
3월 25일 신승훈의 멘토스쿨이 방송되었다. 신승훈조는 멘토 선정할 때 다수가 지목한 참가자가 무려 3명이나 있어 자타공인 죽음의 조로 불렸다. 신승훈은 멘티들을 자신의 집으로 안내하면서 그동안 받아온 트로피 수십여개를 소개하기도 했다. 그러면서 신승훈은 그동안 1위를 60~70번 정도 했다고 밝혔다. 신승훈은 멘티들에게 "처음부터 너희 4명을 골랐었다"면서 "톤이 좋아서 선택했다"고 말했다. 신승훈은 이어 멘티들을 녹음실로 초대해서 간단히 녹음 후 자신의 목소리를 듣고 느끼도록 기회를 주기도 했다. 신승훈은 녹음실 연습에서 4명 모두 느낌이 전혀 없었다는 부분을 지적했다. 다음날 신승훈은 멘티들을 라이브 클럽으로 초대하여 이곳에서 중간평가를 받도록 했다. 이 자리에서 가수 김태우와, 휘성이 객원 심사위원으로 참여했다. 휘성은 윤건희에게 "처음 도입부부터 호흡을 너무 많이 썼다"고 지적했고, 김태우는 산만한 손동작을 지적했다. 하지만 휘성은 윤건희에게 "목소리가 정말 좋다"며 칭찬을 아끼지 않았다. 이어 황지환의 중간평가가 이어졌다. 김태우는 황지환에게 "원음을 정확하게 알고 변화시켜야 되는데 음정이 불안했다"고 지적했다. 휘성은 "처음 했을때보다는 안정적이었다"며 칭찬했다. 이어 셰인이 노래를 불렀다. 휘성은 "음정이 많이 틀렸지만 귀에 거슬리지 않았다"고 평가했다. 하지만 김태우는 "처음부터 끝까지 음정 불안으로 이어지면 듣는사람이 지루해질 수 있다"며 "자신만의 색깔을 찾으라"고 조언했다. 이어 조형우가 노래를 불러 평가를 받았는데 휘성은 "문제점을 찾을 수 없을정도로 좋았다"고 평가했다. 그러나 김태우는 "도입부에서 입을 너무 닫고 노래를 부르다보니 가사전달이 되지 않았다"고 지적했다. 이 중간평가에서 조형우가 1등을, 셰인이 4등을 차지했다. 이후 최종 평가가 이루어졌다. 이 자리에서는 신승훈의 지인들이 총 출동하여 객원 심사위원으로 참여해 화제를 모았다. H.O.T의 강타, 거미, 휘성, 신승훈의 멘티들을 가르쳐줬단 보컬트레이너 김연우, 그룹 솔리드 출신 김조한 등이 참여했다. 강타는 황지환에게 "편곡이 인상적이었다"면서도 "그루브감이 약간 부족했다"고 평가했다. 김조한은 "스캣(아무 의미없는 가사)을 만들어서 넣은 것은 잘 한 것"이라고 평가했다. 이어서 윤건희의 무대에서 휘성은 "전보다 안정감있게 변했다. 하지만 신승훈이 생각난다"며 모창을 지적했다. 김조한도 "새롭게 해석해야 좋은 평가를 받을 수 있다"고 지적했다. 이어 조형우의 무대를 본 김조한은 "새롭게 해석할 수 있게 편곡한 것이 좋았다"고 호평하면서도 음정 불안을 지적했다. 거미는 "목소리 톤이 변하지 않았다"며 단조로운 색깔을 지적했다. 휘성은 "기타를 들고 퍼포먼스에 욕심이 과했기 때문에 음정이 불안했다"고 지적했다. 이어 셰인의 무대가 이어졌다. 휘성은 "목소리가 잘 어울린다"며 호평한 뒤, "신비롭고 묘한 분위기를 이끌어냈다"고 평가했다. 거미는 "거의 모든 음이 플랫(반음 내려감)으로 내려가는 경우가 많았다. 그것을 셰인이 의도적으로 그렇게 불렀다"며 "그게 본인 스타일이 될수도 있지만, 많은 곡을 소화하기엔 어려울 수 있다"고 지적했다. 김조한은 셰인이 피아노 악보와 가사까지 다 이해하고 불렀다는 점을 긍정적으로 평가했다. 이어 "플랫음으로 부른 것도 어색하지 않았다"면서 "그것이 매력이 될 수 있다"고 조언했다. 최종 평가가 끝난 후 4명의 멘티들은 그동안 가르쳐준 신승훈을 위한 깜짝 공연을 준비해 신승훈을 놀라게 하기도 했다. 이들은 프로젝트 프렌즈의 《I'm your Friend》를 불렀고 신승훈은 감동의 눈물을 흘렸다. 이어 최종 합격여부를 밝히는 시간에 신승훈은 셰인을 불러 "셰인은 매력으로 여기까지 올라왔다"고 이야기하며 합격을 통보했다. 셰인은 심사위원 만장일치로 합격했다. 이어 윤건희에겐 "그동안 보람이 있었다"면서도 생방송에 갈 수 없다며 탈락을 통보했다. 황지환에겐 "타고난 리듬감이 있지만, 노력을 안할 수도 있다는게 걱정이 된다"며 우려를 표시하면서도 합격을 통보했다. 조형우에겐 "음악에 대한 열정이 강하다. 하지만 욕심이 지나치면 독이 될 수도 있다"며 탈락을 통보했다.
- 모든 곡은 신승훈의 노래이다.

| 참가자 | 중간 평가곡     | 최종 평가곡                          | 최종 결과 |
| ------ | --------------- | ------------------------------------ | --------- |
| 황지환 | 엄마야          | 로미오와 줄리엣                      | 합격      |
| 셰인   | 소녀에게        | 나비효과                             | 합격      |
| 조형우 | 라디오를 켜봐요 | 로미오&줄리엣                        | 탈락      |
| 윤건희 | 오랜 이별 뒤에  | 나보다 조금 더 높은 곳에 니가 있을뿐 | 탈락      |

#### 패자 부활전
탈락자 10명 중 두 명이 합격하여 최종 12인에 선정된 사람만이 생방송에 결선에 진출할 수 있다. 참가자는 자신이 가장 자신있는 곡으로 도전을 했다. 해당 참가자를 가르쳤던 멘토를 제외한 4명이 10점 만점에 점수를 제시하게 되며 총점이 가장 높은 순서로 1위와 2위가 합격하게 된다. 점수는 실시간으로 공개되어 순위가 뒤바뀌면서 각축전을 벌였다.
방시혁은 첫 공연을 보여준 이미소에게 "하고싶은 것을 모두 다 보여달라"고 조언했다. 김태원은 이미소에게 "아름다운 목소리를 갖고있다"며 칭찬했다. 신승훈도 "멘토스쿨 이후 안정된 무대를 보여줬다"고 평가했다. 이은미는 "거친 호흡과 끝마무리 소리만 고치면 될 것 같다"고 조언했다. 이어 다음 무대에서 윤건희가 노래를 불렀다. 신승훈은 "연습 많이 한것같으니, 평소대로 하면 된다"라고 응원했다. 윤건희는 노래 중간에 넣었던 한 자작랩에서 잠시 가사를 잊기도 했다. 신승훈은 윤건희에게 "기복이 심하다"고 이야기 하면서도 "새로운 것을 보여주려는 의도가 좋았다"고 말했다. 이은미도 윤건희가 "빠른시간에 발전 모습을 보여 대단하다"면서도 "빠른 노래에서 비트를 잘 타지 못했다"고 지적했다. 그리고 이진선의 무대가 이어졌다. 이은미는 "보컬리스트 이진선의 매력을 보여줄 시간이다"고 응원했다. 신승훈은 "감정호소는 좋았지만, 음정이 불안했다"고 지적했다. 김태원은 "패자부활전에서 보여준 모습은 음악을 즐기는 모습이 아름다웠다"고 칭찬했다. 이어 양정모가 노래를 불렀다. 양정모는 "자신의 단점을 찾았다"고 이야기 했는데 신승훈은 노래를 듣고난 후 "그렇게 많은 것을 느끼진 못했다"고 평가했다. 방시혁은 "마음가짐 문제가 아니라 감정 전달"이라면서 "음악공부를 더 해야한다"고 조언했다. 이은미는 "기본기가 충실하지 않으면 음악을 하기 어렵다. 어떤 노래를 부르든지 한 가지 바이브레이션만 사용하므로 똑같이 느껴진다"고 지적했다. 이어 박원미가 등장했다. 이은미는 "박원미만의 장점이 있으므로 멘토들도 잘 알 것이다"라고 응원했다. 이 무대에서 박원미는 눈물을 흘리며 흐느꼈다. 김태원은 "1994년에 무슨 일이 있었느냐"고 물으면서도, "수억원을 들인 영화보다 더 영화같은 모습이었다"며 극찬했다. 신승훈이 "왜 눈물을 흘렸느냐"며 묻자 박원미는 "위탄을 하며 만난 사람들을 생각을 했다"고 대답했다. 방시혁은 "개인적으로 위대한 탄생을 시작하며 본 모든 무대보다 가장 많이 감동했다"고 극찬했다. 이어 안아리의 무대가 있었다. 김윤아는 "생기발랄하고 승부욕이 있어 그 장점을 살려줬으면 한다"고 조언했다. 방시혁은 "가수는 이중성이 있어야 한다고 생각한다. 하지만 안아리는 너무 안아리다워서 볼 이유가 없었다."고 지적했다. 신승훈은 "가성을 쓰면 음정이 정확해야 한다"면서 "음정이 불안했다"고 지적했다. 이어 손진영의 무대가 있었다. 김태원은 "시작부터 지금까지 아름다웠느냐"라고 물으면서 "잘해달라"라고 응원했다. 방시혁은 "오늘 처음으로 절박함이 빠졌다. 아주 좋았다"라고 칭찬했다. 김태원은 "행복해보여서 내가 더 행복했다"고 칭찬했다. 신승훈은 앞부분은 "첫부분에는 말하는 것처럼 해서 좋았다"라고 평가했다. 이어 김한준의 무대에서 김태원은 "전체적으로 음정과 감정표현이 좋아졌다"라고 호평했다. 이은미는 "스무가지 무기정도는 더 가지고 있다."라고 조언했다. 신승훈은 "좀 더 다른 배음을 섞어서 했으면 좋았을 것"이라고 평가했다. 이어 패자부활전 합격후보 1위로 꼽히는 조형우의 무대가 있었다. 신승훈은 "항상 착한 교회 오빠 이미지였다. 하지만 가끔 클럽도 가는 오빠가 되었으면 좋겠다"라고 조언을 했었다고 고백했다. 방시혁은 "노래를 마음에서 해야 하는데 너무 예상대로 흘렀다"라고 평가했다. 김윤아는 "부르기 힘든 노래였는데 잘 맞게 불렀다"라고 호평했다. 이어 최연소 참가자 김정인이 나왔다. 방시혁은 "오늘 예쁘게 하고 왔다"며 기대감을 보였다. 김정인은 한복을 입고 나온 이유에 대해 "명성황후 노래에 맞게 입고 나왔다"라고 말했다. 김태원은 김정인에게 "이 시대의 모차르트라고 생각한다"라고 극찬했다. 이은미는 "전에는 노래할 때 깨끗하게 불렀는데 오늘은 바이브레이션을 많이 만들었다"면서 아쉬움을 드러냈다. 평가가 끝나고 조형우와, 박원미가 공동 2위를 차지했다. 해당 참가자를 가르친 두 명의 멘토를 제외한 세 명이 선택하는 방식으로 2위가 선정됐다. 김태원과 김윤아 모두 조형우를 선택해 합격자가 가려졌다.
| 참가자(공연순서) | 선정곡                      | 방시혁 평점 | 김태원 평점 | 이은미 평점 | 신승훈 평점 | 김윤아 평점 | 총점 | 순위(최종 결과) |
| ---------------- | --------------------------- | ----------- | ----------- | ----------- | ----------- | ----------- | ---- | --------------- |
| 이미소           | 못해(포맨)                  | -           | 7.0         | 8.4         | 7.8         | 8.0         | 31.2 | 7(탈락)         |
| 윤건희           | 니가 밉다(2pm)              | 7.0         | 7.5         | 8.0         | -           | 7.6         | 30.1 | 9(탈락)         |
| 이진선           | 혼자만 하는 사랑(거미)      | 7.3         | 7.8         | -           | 7.9         | 7.8         | 30.8 | 8(탈락)         |
| 양정모           | 가질 수 없는 너(뱅크)       | 7.1         | -           | 8.9         | 8.0         | 8.4         | 32.4 | 4(탈락)         |
| 박원미           | 1994년 어느 늦은 밤(장혜진) | 9.5         | 8.6         | -           | 8.3         | 7.2         | 33.6 | 2(탈락)         |
| 안아리           | 좋은날(아이유)              | 7.0         | 7.5         | 7.5         | 7.3         | -           | 29.3 | 10(탈락)        |
| 손진영           | 나와 같다면(김장훈)         | 8.9         | -           | 9.0         | 7.6         | 8.3         | 33.8 | 1(합격)         |
| 김한준           | 제발(이소라)                | 7.3         | 8.6         | 8.0         | 7.5         | -           | 31.4 | 6(탈락)         |
| 조형우           | 가시나무(시인과 촌장)       | 8.0         | 8.9         | 7.9         | -           | 8.8         | 33.6 | 2(합격)         |
| 김정인           | 나 가거든(조수미)           | -           | 7.8         | 7.9         | 7.9         | 8.3         | 31.9 | 5(탈락)         |

### 결선 생방송
위대한 탄생은 4월 8일 방송분부터 Top 12부터 시작하여 서바이벌 방식으로 생방을 진행하여 2명씩 탈락 시키는 방식으로 진행되며 멘토인 심사위원을 제외한 나머지 심사위원의 점수와 3:7의 비율로 합산하여 하위 2명이 탈락하는 방식으로 진행한다.

#### TOP 12
4월 8일 TOP 12명의 무대가 2시간 동안 방송되었다. 참가자들이 변신을 위해 피부과에서 관리를 받고, 패션디자이너에게 변신을 받는 장면도 방송되었다. 첫 생방송인 이날엔 80~90년대에 인기를 끌었던 가요를 재해석해서 부르는 미션이 주어졌다. 이날 방송에서는 시청자들의 문자투표수가 오디션 사상 최고치인 170만 건을 넘어섰다.
황지환은 김건모의 `첫인상`을 불렀다. 방시혁은 "마이크 운용이 약간 아쉬웠지만 멋진 이미지 변신이었다"라고 평가했다. 이은미는 "멋진 리듬감이었지만 안무 때문에 약간 아쉬웠다"라고 평가했다. 김태원은 "첫 만남부터 가요계의 타잔 같았다"면서 "가수가 되는 데 지장이 없을 것 같다"라고 평가했다. 김윤아는 "본인의 매력을 충분히 발산했다. 신승훈 멘토가 이런 변화를 줬다는 게 즐겁고 새롭다"라고 평가했다. 멘토 신승훈은 "긴장할 줄 알았는데 무대를 즐길 줄 아는 모습을 보여줬다. 연습만큼 잘했다"라고 평가했다.
다음으로 권리세의 무대가 이어졌다. 방시혁은 "아름다웠고 근성이 뭔지 보여줬다"라고 평가했다. 신승훈은 "자신감을 많이 찾았다. 무대를 활용할 줄 아는 게 좋았다"라고 평가했다. 김태원은 "위탄 첫 생방을 축제 분위기로 만들었고 많은 시선이 힘들었겠지만 많은 발전을 보여줬다"라고 평가했다. 김윤아는 "배짱이팀은 아니지만 노래하는 모습을 보니 귀엽고 뿌듯했다"라고 말했다. 멘토 이은미는 "권리세의 모든 모습이 아니다"라면서 "계속해서 멋지게 날아오를 것이다"라고 응원했다.
이어 이태권이 박정운의 `오늘 같은 밤이면`을 불렀다. 이태권은 "처음으로 관객이 왔기 때문에 콘서트라 생각하고 불렀다"고 말했다. 방시혁은 "처음 이태권을 만났을 때 울컥했던 이태권이었지만 오늘은 조금 부족했다. 하지만 타고난 음색으로 감동을 준 것 같다"라고 평가했다. 이은미는 "역시 매력적인 음색을 갖고 있는 것 같다"면서 "멋진 표현법도 가지고 있었지만 조금 긴장해서인지 고음이 약간 불안했다"라고 평가했다. 신승훈은 "마찬가지로 고음에서 약간 아쉬웠지만 워낙 기대하는 게 많았기 때문에 9.0점을 주겠다"라고 평가했다. 김윤아는 "이태권이 오늘 부드러운 남자처럼 보였다"면서 "이런 곡을 소화할 수 있을 정도로 성장했다"라고 평가했다. 멘토 김태원은 "위탄 이후에도 계속 이태권의 목소리가 들려졌으면 할 정도로 매력있다"라고 응원했다.
이어 데이비드오가 노래를 불렀다. 이은미는 "초반에 조금 음정이 불안했지만 뒤에는 완벽하게 매력에 빠져들었다."라고 평가했다. 신승훈은 "생방송이라 긴장한것 같다"면서 8.8점을 줬다. 김태원은 "개인적으로 데이비드오 어머니의 음악을 좋아했고 팀 분위기가 잘 어울리기 때문에 가수 되더라도 팀으로 하는 게 좋겠다"라고 조언했다. 김윤아는 "도입부에 약간 떨었지만 그래도 본인의 스타성을 발휘했다. 목소리가 매력적이다"라고 말했다. 멘토 방시혁은 "미국에서 데이비드오에 반해서 데려왔는데 오늘 그것이 맞았다는 것을 증명해줬다"라고 평가했다.
이어 정희주의 무대가 있었다. 방시혁은 "운용할 수 있는 표현을 자제했으면 더 좋았을 것"이라면서 "여전히 사람들의 심금을 울린다"라고 평가했다. 이은미는 "정희주의 매력이 다 드러나지 않은 게 아쉽다"라고 평가했다. 신승훈은 "어려운 노래지만 노력한 모습이 보였다"라고 평가했다. 김태원은 "여기까지 온 게 감동이었다. 음악의 꿈을 이루기 바란다"라고 평가했다. 멘토 김윤아는 "팔이 녹아서 없어질 정도로 감동했다"라고 응원했다.
이어 조형우가 노래를 불렀다. 방시혁은 "초반에 약간 긴장했지만, 조형우라는 캐릭터와 만나서 애틋해 매력적이었고 다음 무대에서 만나고 싶다"라고 말했다. 이은미는 "충분히 매력이 반영됐다"라고 평가했다. 김태원은 "편곡적인 면에서 개성이 있었다."라고 말했다. 김윤아는 "붉은색 바지에 자켓이 노는 오빠같아서 잘 어울렸다"라고 말했다. 멘토 신승훈은 "이 노래를 부를 때 오픈카를 타고 여자친구와 놀러가는 것처럼 부르라고 했는데 그렇게 한 것 같다"라고 응원했다.
이어 손진영이 노래를 불렀다. 방시혁은 "멘토가 선정한 곡의 장점이 조금 덜 드러난 것 같다"라고 평가했다. 이은미는 "약간 부족한 리듬감 때문에 약간 불편한 점이 있었다"라고 말했다. 신승훈은 "패자부활전에서는 여유롭게 불렀는데 긴장했던 탓인지 목을 누르는 듯했다"라고 말했다. 김윤아는 "이태권도 그랬지만 김태원의 멘티들은 기적을 보여주고 있다고 생각한다"라고 말했다. 멘토 김태원은 "부활의 이름이 부끄럽지 않다. 그대는 진정 부활이다"라고 극찬했다.
이어 김혜리의 무대가 있었다. 방시혁은 "아름다웠다. 하지만 김혜리가 아닌 다른 사람이었다면 더 높은 점수를 줬을 것 같다"라고 평가했다. 신승훈은 "생방송이라 긴장해서 가사전달력보단 음정에 더 집중하는 모습을 보였다"라고 말했다. 김태원은 "그동안 김혜리의 별명 '1급수'를 인정 안 해왔는데 오늘로써 1급수를 본 듯한 느낌이 든다"라고 극찬했다. 김윤아는 "김혜리는 항상 보고 있으면 씩씩한 태도를 보이려는 노력하는 참가자인데 오늘 무대에선 여자로서의 모습이 보였다"라고 평가했다. 멘토 이은미는 "연습하면서 몸상태가 좋지 않아 연습이 부족했지만 훌륭한 모습 보여줬다"라고 말했다.
이어 셰인의 무대가 있었다. 이날 셰인의 노래연습 비법이 공개되기도 했다. 셰인은 일단 처음에 듣고, 노래 가사를 영어로 적은 다음 멘토에게 표현법을 배웠다. 그 뒤 피아노로 화음을 정리한 후 연습을 통해 마무리했다. 셰인의 습득력은 신승훈도 놀라게 했다. 방시혁은 "어느 나라 말을 해도 셰인의 목소리는 매력적이다"라고 말했다. 이은미는 "훌륭한 표현이었는데 소리 끝을 단조롭게 표현하는 게 단점이라면 단점이었다"라고 말했다. 김태원은 "그대만의 창법과 음색이다. 독특하다. 대한민국 최초의 외국인 싱어송라이터가 되길 바란다"라고 말했다. 김윤아는 "어려운 조건에도 불구하고 좋은 무대를 보여준 게 대견스럽다"라고 말했다. 멘토 신승훈은 "한국에 아는 사람이 아무도 없어 외로웠는데 웃으면서 잘했다"라고 응원했다.
이어 노지훈이 노래를 불렀다. 이은미는 "놀라울만큼 성장을 보여줬다. 조금만 더 섹시했더라면 만점을 줬을지도 모르겠다"라고 말했다. 신승훈은 "역시 방시혁이 잘 가르쳤다. 하지만 박자가 칼같이 맞은 게 아쉬웠다"라고 말했다. 김태원은 "퍼포먼스가 좋았지만 목소리가 샾성이 있었다"라고 말했다. 김윤아는 "노지훈은 언제 봐도 여유가 느껴진다. 오늘 무대도 좋았다"라고 말했다. 멘토 방시혁은 "어떤 아름다운 음악도 백조처럼 밑에서는 피나는 노력이 있어야 하는데 그것을 보여준 것 같다."면서 응원했다.
이어 백청강이 노래를 불렀다. 방시혁은 "역시 백청강은 매력이 있지만 오늘은 약간 아쉬웠다"라고 말했다. 이은미는 "노래를 쉽게 부르는 게 매력인데 오늘은 약간 아쉬웠다"라고 말했다. 신승훈은 "약간 힘들어보이면서도 음정은 흔들리지 않았다"라고 평했다. 김윤아는 "백청강을 탁월한 보컬리스트라고 생각한다"면서 호평했다. 멘토 김태원은 음색이 비슷한 모든 사람에게 희망이 되어야 한다. 아름다울 수 있다는 걸 보여줬다"라고 응원했다.
백새은은 주주클럽의 '나는 나'를 불렀다. 방시혁은 "긴장한 모습이 보였지만 무대를 즐기는 모습이 좋았다"라고 평가했다. 이은미는 "백새은의 터져나오는 소리를 감싸안기엔 노래의 크기가 작았던 것 같다"고 평가했다. 신승훈은 "후렴을 반복할 때 느낌을 살려서 불렀으면 더 좋았을 것"이라고 조언했다. 김태원은 "지금까지 무대중에 가장 편해보였다. 상쾌해보였다"라고 말했다. 멘토 김윤아는 "내가 노래할때는 떨지 않는데 백새은이 노래를 부를때는 긴장하게 된다. 하지만 잘해줬다"라고 말했다.
첫 번째 탈락자로 황지환이 선정됐다. 황지환은 "같이 격려해준 top 12 동료들에게 감사한다"라고 말했다. 두 번째 탈락자로 권리세가 선정됐다. 권리세는 "위탄을 통해 만난 인연이 좋았다"라고 말했다.
| 참가자 (공연순서순) | 선정곡(가수)                      | 방시혁 평점 | 김태원 평점 | 이은미 평점 | 신승훈 평점 | 김윤아 평점 | 총점 | 심사순위 | 합산순위  | 결과 |
| ------------------- | --------------------------------- | ----------- | ----------- | ----------- | ----------- | ----------- | ---- | -------- | --------- | ---- |
| 황지환              | 첫인상(김건모)                    | 8.7         | 8.5         | 8.9         | -           | 9.0         | 35.1 | 8위      | 합산 12위 | 탈락 |
| 권리세              | 헤이헤이헤이(자우림)              | 9.2         | 8.9         | -           | 8.8         | 8.5         | 35.4 | 공동 6위 | 합산 11위 | 탈락 |
| 이태권              | 오늘 같은 밤이면(박정운)          | 8.9         | -           | 9.0         | 9.0         | 8.9         | 35.8 | 3위      | 합산 4위  | 합격 |
| 데이비드 오         | 내게 남은 사랑을 드릴게요(장혜리) | -           | 8.9         | 8.7         | 8.8         | 9.0         | 35.4 | 공동 6위 | 합산 8위  | 합격 |
| 정희주              | 하나의 사랑(박상민)               | 8.6         | 9.5         | 8.6         | 9.0         | -           | 35.7 | 4위      | 합산 7위  | 합격 |
| 조형우              | 아름다운 구속(김종서)             | 8.6         | 9.0         | 8.9         | -           | 8.5         | 35   | 공동 9위 | 합산 10위 | 합격 |
| 손진영              | 이 밤이 지나면(임재범)            | 8.6         | -           | 8.0         | 8.3         | 8.5         | 33.4 | 12위     | 합산 2위  | 합격 |
| 김혜리              | 너에게로 또다시(변진섭)           | 9.0         | 9.6         | -           | 8.8         | 8.9         | 36.3 | 1위      | 합산 6위  | 합격 |
| 셰인                | 왜그래(김현철)                    | 8.8         | 9.0         | 8.6         | -           | 8.7         | 35   | 공동 9위 | 합산 3위  | 합격 |
| 노지훈              | 이브의 경고(박미경)               | -           | 8.9         | 9.2         | 8.9         | 8.6         | 35.6 | 5위      | 합산 5위  | 합격 |
| 백청강              | 슬픈 인연(나미)                   | 8.9         | -           | 8.9         | 9.0         | 9.4         | 36.2 | 2위      | 합산 1위  | 합격 |
| 백새은              | 나는 나(주주클럽)                 | 8.5         | 8.9         | 8.7         | 8.7         | -           | 34.8 | 11위     | 합산 9위  | 합격 |

#### TOP 10
두 번째 생방송이 4월 15일 방송에서는 MBC 라디오 DJ 김기덕이 선정한 한국인이 사랑하는 팝송 100곡중에 선택하여 자신의 스타일로 불러야 하는 미션이 주어졌다.
첫 무대에서 손진영이 노래를 불렀다. 방시혁은 "다이나믹한 무대였다. 하지만 노래는 비장함과 고음으로 이뤄진 게 아니란 걸 언제 들어줄지 고민이다"라고 말했다. 이은미는 "손진영 하면 떠오르는 선곡이라 기대했다. 도입부는 괜찮았는데 고음은 듣기 힘들었다"라고 지적했다. 신승훈은 "리허설보다 잘했다. 그렇지만 고음에서 역시 기대한만큼 하지는 못했다"라고 평했다. 김윤아는 "이 곡은 위험했다고 생각한다. 하지만 리허설때보다 잘했다고 생각한다"라고 말했다. 멘토 김태원은 "처절한 창법에 잘 어울렸다. 승패를 떠나서 그대는 기적이다"라고 말했다. 이어 데이비드오의 무대가 있었다. 데이비드오는 마이클잭슨의 `Beat it`을 직접 선곡해왔다. 데이비드오는 "퍼포먼스를 신경썼고 신나는 무대를 만들려 노력했다"라고 말했다. 이은미는 "러프한 무대였다. 하지만 음정이 떠있고 비트보다 빠르게 흘러가서 안타까웠다"라고 말했다. 신승훈은 "직접 편곡했다는 건 싱어송라이터로서 나아간다는 것으로도 좋았다. 하지만 퍼포먼스를 신경쓰다보니 음정이 흔들린 게 아쉬웠다"라고 말했다. 김태원은 "부르는 노래와 듣는 노래를 구분해야 한다. 강한 퍼포먼스가 잘 어울리진 않았다"라고 말했다. 김윤아는 "모처럼 즐거운 모습을 보여줬다. 하지만 야수성을 기르는 것도 좋을 것 같다"라고 조언했다. 멘토 방시혁은 "뮤지션의 영혼을 보여달라고 했더니 영혼을 불살랐다. 지옥에서 온 락커를 본 것 같다"라고 호평했다. 이어 정희주의 무대가 있었다. 방시혁은 "다이나믹한 무대 재미있었지만 발전하기 위해 빠른 노래를 부를때 바이브레이션 속도가 빨랐으면 좋겠다. 그리고 비강을 올려서 사용하는 포인트를 배우는 게 좋을 것 같다"고 평가했다. 이은미는 "뒷부분에 템포가 빨라지는 부분을 소화하기 위해선 도입부를 가볍게 처리하면 좋을 것 같다"라고 평했다. 신승훈은 "영어 해석력이 뛰어나다. 하지만 가성을 쓰는 부분에서 신경을 써야 할 것 같다"고 말했다. 김태원은 "늘 느끼는 것이지만 음색의 변화만 좀 더 있었으면 좋겠다."라고 말했다. 멘토 김윤아는 "명쾌하고 뛰어난 무대였다"라고 말했다. 이어 이태권의 무대가 있었다. 방시혁은 "이태권을 처음 만났을때부터 목소리의 단조로움을 극복하지 못할줄 알았는데 오늘은 포인트를 조절하면서 변화를 준 것과 퍼포먼스도 마음에 들었다"라고 평가했다. 이은미는 "이태권이 여지껏 보여줬던 모습은 아니었다. 에너지를 조금 더 느끼려 할때보다 비트보다 빠르게 움직여서 아쉬웠다"고 말했다. 신승훈은 "이런 모습 처음 봤고 풍자와 해학이 있었다. 하지만 처음부터 끝까지 변화가 없어서 아쉬웠다"라고 말했다. 김윤아는 "지난주 부드러운 남자에서 이번엔 귀여운 남자로 등극했다"라고 평가했다. 멘토 김태원은 "누구나 틀을 깰 수 있다는 걸 보여줬다. 이태권을 모험이 아름답다"라고 평가했다. 이어 노지훈이 노래를 불렀다. 이은미는 "계속해서 미디엄 템포의 노래를 보여주고 있는데 약간 지루하지 않았나 생각한다. 변화를 줘야 한다."라고 말했다. 신승훈은 "만들어진 아이돌 그룹을 보는 느낌이었다. 오늘 감정도 살려가면서 잘했다고 생각한다"라고 평가했다. 김태원은 "율동이 이태권과 다르게 세련됐다. 하지만 음색의 독특함은 아쉽다"라고 말했다. 김윤아는 "지난주 무대의 연장선상에 있었다. 쇼음악중심을 보는 듯했다"라고 말했다. 멘토 방시혁은 "가수는 많을 수 있지만 스타는 적다고 생각한다. 누가 뭐래도 오늘의 스타는 노지훈이다"라고 응원했다. 이어 백새은의 무대가 있었다. 방시혁은 "오늘 처음으로 김윤아가 극찬하던 톤을 들은 건 좋은데, 곡을 해석하는 데 있어서 웜업이 늦게 된다"라고 지적했다. 이은미는 "이런 장르야말로 백새은이 가장 잘하는 것이다. 그렇지만 심장도 뜨겁게 즐겼으면 더 좋았을 것"이라고 말했다. 신승훈은 "선곡된 노래에 비해서 표현력이 부족했다"라고 말했다. 김태원은 "들을수록 정말 좋은 음색이라 생각한다. 무대에 적응하는 모습이 좋다"라고 평가했다. 멘토 김윤아는 "리허설때 보고 걱정했는데 잘해줘서 고맙다. 앞으로 배워야 할 게 많지만 그보다 많은 걸 갖고 태어났다"라고 말했다. 이어 백청강의 무대가 있었다. 방시혁은 "백청강이 프로가수가 되기 위해선 큰 무대에서 적응해야 한다고 생각한다. 긴장감 때문에 장점이 드러나지 않고 있다"라고 말했다. 이은미는 "도입부의 매력스럽지 않은 거친 호흡을 개선해야 한다"라고 말했다. 신승훈은 "녹음실에서 마주쳤는데 그곳에서 하는 걸 봤을때보다 발음이 나아졌지만 팝송이라 기대에 못 미쳤던 것 같다"라고 말했다. 김윤아는 "팝 부르는 걸 어색해하는 게 느껴졌지만 좋았다"라고 말했다. 멘토 김태원은 "한국사람이 영어를 그렇게 잘할 필요는 없다. 지금은 많은 것을 이루었다"라고 말했다. 이어 조형우가 노래를 불렀다. 방시혁은 "수려한 외모와 음악성, 목소리를 갖고 있는데 긴장감이 부족하다"라고 말했다. 이은미는 "조형우가 갖고 있는 풋풋함을 느낄 수 있었으면 좋겠다"라고 말했다. 김태원은 "조형우는 어쿠스틱 기타가 잘 어울리는데 없어서 아쉬웠다"라고 말했다. 김윤아는 "새로운 시도가 좋다. 하지만 얼굴의 떨림보단 사랑의 설레임을 표현했으면 좋았을 것 같다"라고 말했다. 멘토 신승훈은 "점수가 적은 데 신경 쓰지 말고, 긴장을 많이 한 것 같은데 생각보다 잘했다"라고 말했다. 이어 김혜리의 무대가 이어졌다. 방시혁은 "가수가 꼭 원곡대로 불러야 하는 건 아니지만 이 노래는 섬세함이 있어야 했다고 생각한다"라고 말했다. 신승훈은 "가요를 부를때와 팝송을 부를때가 다른데 팝송을 자주 안 불러서 그런지 김혜리만의 창법이 아쉬웠다"라고 말했다. 김태원은 "혹시 미래에 세계로 진출할 꿈이 있다면 팝송도 연습하는 게 좋을 듯하다. 오늘은 힘겨워보였다"라고 말했다. 김윤아는 "행복과 안도감을 느껴야 하는 주인공인데 그것이 부족했다"라고 평가했다. 멘토 이은미는 "기획하고 준비하는대로 따라와주고 있다"며 응원했다. 이어 셰인이 노라존스의 노래를 불렀다. 방시혁은 "셰인의 목소리를 처음 들었을때부터 좋아했는데 영어노래는 좀 더 많은 것을 보여줬어야 한다고 생각한다"라고 말했다. 이은미는 "늘 잘해왔던 장르라 기대했지만 아쉬웠다"라고 평했다. 김태원은 "개인적으로 가장 아름다운 무대였다. 대한민국과 어울리기 시작했다"라고 말했다. 김윤아는 "셰인이 영어로 부르는 게 낯설 정도인데 오늘 셰인의 무대도 마음에 들었다"고 말했다. 멘토 신승훈은 "오늘 10명중에 발음은 가장 좋았다. 확실하다"라고 농담을 던졌다.
두 번째 생방송에서는 조형우와 백새은이 탈락했다. 조형우는 "너무나 행복한 추억 만들었다. 감사드리고 멋진 모습 만들어준 스텝분들께 감사하고 가족들 사랑하고, 신승훈 멘토님께 감사한다"라고 말했다. 백새은은 "힘든 시간도 있었지만 돌이켜보면 행복하고 즐거웠다. 지금 이 자리에 서있는 것도 꿈만 같다. 김윤아 멘토님께 감사한다"라고 말했다.
| 참가자(공연순서순) | 선정곡(가수)                            | 방시혁 평점 | 김태원 평점 | 이은미 평점 | 신승훈 평점 | 김윤아 평점 | 총점 | 총점순위 | 결과 |
| ------------------ | --------------------------------------- | ----------- | ----------- | ----------- | ----------- | ----------- | ---- | -------- | ---- |
| 손진영             | She's gone(스틸하트)                    | 8.2         | -           | 7.0         | 8.3         | 8.4         | 31.9 | 9위      | 합격 |
| 데이비드 오        | Beat it(마이클 잭슨)                    | -           | 7.5         | 8.4         | 8.7         | 8.3         | 32.9 | 8위      | 합격 |
| 정희주             | Don't stop me now(퀸)                   | 8.9         | 8.5         | 7.9         | 8.1         | -           | 33.4 | 7위      | 합격 |
| 이태권             | Bad case of loving you(로버트 팔머)     | 9.5         | -           | 8.9         | 8.8         | 8.9         | 36.1 | 1위      | 합격 |
| 노지훈             | Good bye(에어 서플라이)                 | -           | 8.4         | 8.8         | 8.6         | 8.7         | 34.5 | 4위      | 합격 |
| 백새은             | Beautiful(크리스티나 아길레라)          | 7.8         | 9.4         | 9.2         | 8.2         | -           | 34.6 | 3위      | 탈락 |
| 백청강             | Without you(배드핑거)                   | 8.3         | -           | 8.5         | 8.6         | 9.0         | 34.4 | 5위      | 합격 |
| 조형우             | Can't take my eyes off you(프랭키 발리) | 7.4         | 7.9         | 7.8         | -           | 8.3         | 31.4 | 10위     | 탈락 |
| 김혜리             | Open arms(저니)                         | 8.7         | 8.0         | -           | 8.3         | 8.9         | 33.9 | 6위      | 합격 |
| 셰인               | Don't know why(노라존스)                | 7.7         | 9.6         | 8.7         | -           | 9.1         | 35.1 | 2위      | 합격 |

#### TOP 8
4월 22일 '아이돌 음악을 자신의 스타일로 소화하라'라는 미션이 주어졌다. 이날 방송에서는 각 미션곡을 부른 가수들이 코칭을 해주며 응원해주는 모습을 보였다. 처음으로 정희주가 노래를 불렀다. 정희주는 김윤아에게 미션곡 `T.O.P`을 선정받고 신화의 김동완을 만났다. 김동완은 "노래하는 짐승인 줄 알았더니 노래하는 여자네"라는 농담으로 너스레를 떨었다. 김동완은 정희주에게 "박자보다 약간 뒤로 밀면서 하라고 많이 혼났었는데 정희주는 잘 하는 것 같다"라면서 "약간 느끼하게 부르면 될 것 같다"라고 가능성을 기대했다. 정희주는 그동안 보여주지 않았던 춤과 노래를 선보였다. 김태원은 "음정이 약간 불안했지만 거의 헛점이 없었다. 음악에 대한 열정을 인정한다"라고 칭찬했다. 신승훈은 "초반엔 불안했는데 뒤로 갈수록 잘 찾아갔다. 잘 소화했다"라고 말했다. 이은미는 "퍼포먼스에 대한 부담감이 컸을텐데 잘했다. 하지만 배음이 중음역대로 몰려있어 표현법이 단조로워 아쉬웠다"라고 말했다. 방시혁은 "안무를 안정적으로 해준 것 같다. 하지만 욕심을 빼면 재미있게 표현할 수 있을 것 같다"라고 말했다. 멘토 김윤아는 "평소보다 즐기는 모습이 좋았다. 오늘은 왕자님같았다"라고 응원했다. 이어 김혜리가 원더걸스의 `2 Different Tears`를 불렀다. 김윤아는 "노래할 줄 아는 사람이라 생각한다. 하지만 깊은곳과 옅은곳을 더 표현하면 좋을 듯 하다"라고 말했다. 김태원은 "조숙한 음악도 중요하지만 이런 음악도 소화해야 한다. 언젠가 밝은 모습을 보고 싶다"라고 말했다. 신승훈은 "자신감이 있어보여서 좋았지만, 박자감이 아직도 부족하다"라고 말했다. 방시혁은 "멘토가 김혜리에게 맞는 곡을 선정했는데 약간 끌려가는 게 안타까웠다"라고 말했다. 멘토 이은미는 "헤어스타일도 바꾸고 기분도 음악스타일도 바꿨는데, 약간 부족한 점이 있었지만 열심히 노력하는 모습을 발견한 것 같다"며 응원을 부탁했다. 이어 셰인이 `태양을 피하는 방법`을 불렀다. 김윤아는 "피아노 없이 노래부르는 걸 오랜만에 봐서 새로웠다. 리허설때보다 에너지가 올라와서 좋았다"라고 말했다. 김태원은 "끊임없이 보이는 가능성과 한계의 기로에 있는 것 같다"라고 말했다. 이은미는 "조금 더 그루브가 느껴지도록 표현했으면 좋았을 것 같다"라고 말했다. 방시혁은 "영어노래보다 한국노래를 잘하는 게 신기하다. 다음시간엔 미성을 넘어서는 뭔가를 봤으면 좋겠다"라고 평가했다. 이날 생일을 맞은 멘토 신승훈은 "셰인이 합격하면 어떤 선물보다 갚진 선물이 될 것 같다"라고 말했다. 이어 데이비드 오가 보아의 넘버원을 불렀다. 김윤아는 "데이비드오 본인의 매력이 드러난 것 같다. 아직은 순수한 매력이 맞는 것 같다"라고 말했다. 김태원은 "많은 이들 앞에서 노래를 부를 수 있는 사람이다. 하지만 좀 더 노력해야 한다"라고 충고했다. 신승훈은 "감정에 좀 더 충실하면 가능성이 있을 것 같다"라고 말했다. 이은미는 "지난주엔 비트보다 빨리 가는 점을 지적했는데 이번주에는 잘했다. 하지만 본인의 최고 음량을 사용하는 느낌이었다"라고 지적했다. 멘토 방시혁은 "아티스트는 양면성이 있어야 좋은 것 같다. 지난주엔 지옥에서 온 롹커였다면 이번주는 천상에서 내려온 천사같은 느낌이었다"라고 말했다. 이어 손진영이 노래를 불렀다. 김윤아는 "손진영의 순수한 매력이 있어서 좋았다. 하지만 좀 더 세련된 비브라토가 있으면 좋을 것 같다"라고 말했다. 신승훈은 "그루브감이 너무 짧지 않았나 생각한다. 하지만 덤덤하게 잘 불렀다"라고 말했다. 이은미는 "첫부분을 만들어서 내고, 뒤로 갈수록 끌어붙이는 진부한 표현법이 이곡에는 안 어울리는 것 같다"라고 말했다. 방시혁은 "박진영과 함께 이 곡을 프로듀싱한 사람으로서 이 곡의 해석이 적절하진 않았던 것 같다. 이제는 멘토들의 충고를 들어야 할때가 되지 않았나 생각한다"라고 충고했다. 멘토 김태원은 "모든 이들이 기피하는 음색을 그대는 이미 개척하고 있다"라고 칭찬했다. 이어 백청강이 지드래곤의 Heartbreaker를 불렀다. 백청강은 그동안 보여주지 않았던 격렬한 춤과 노래를 선보였다. 김윤아는 "여태까지 이걸 어떻게 안하고 참았느냐"라고 물으며 "다른 부분을 떠나서 무대 위에서 발휘한 집중력과 카리스마에 집중력에 만점을 주고 싶다"라고 극찬했다. 신승훈은 "아이돌 미션에 맞았다. 하지만 그동안에 있었던 찾아가는 상황에만 머무른 목소리가 이번엔 이전으로 돌아간 듯했다"라고 충고했다. 이은미는 "지금정도의 무대라면 모창을 극복해야 한다고 생각한다. 노래 후반으로 갈수록 지드래곤의 표현이다"라고 지적했다. 방시혁은 "백청강이 지금 무대보다 많은 것을 가진 사람이라 생각한다. 하지만 오늘 무대는 지드래곤이 많이 보였다"라고 말했다. 멘토 김태원은 "어떤 이들이 기계를 꾸미는 소리조차 그대는 라이브로 해냈다. 완벽했다"라고 칭찬했다. 이어 노지훈이 세븐의 와줘를 불렀다. 김윤아는 "성실히 준비한 것을 느낄 수 있었다. 하지만 퍼포먼스가 많아서 그런지 춤에 비해 노래가 아쉬웠다"라고 말했다. 김태원은 "독특함이 필요하다. 눈 감고 들어도 아름다움이 있어야 한다"라고 지적했다. 신승훈은 "중간의 고음역대 애드리브에서 무리한 것 같다"라고 지적했다. 이은미는 "컨디션이 안 좋은 것 같아서 아쉽고, 방시혁이 원했던 강렬함이 느껴지지 않았다"라고 말했다. 멘토 방시혁은 "이 곡을 해석할 때 부모님 생각을 하라고 했는데 그게 충분히 전달된 것 같아서 고맙다"라고 말했다. 이어 이태권이 씨엔블루의 'LOVE'를 불렀다. 김윤아는 "지난주처럼 곡의 리듬을 즐겼으면 좋았을 것 같다"라고 말했다. 신승훈은 "이 노래를 그루브하게 부르기 어려운데 잘한 것 같다"라고 말했다. 이은미는 "항상 불안한 게 리듬감이었는데 이곡을 통해 완벽히 씻어낸 것 같다. 하지만 가성처리가 약간 방해한 것 같다"라고 말했다. 방시혁은 "지난주에 열광해서 봤는데 좀 더 재미있게 했었으면 하는 아쉬움이 있다"라고 말했다. 멘토 김태원은 "그대는 이미 사랑할 준비가 끝났다. 축하한다"라고 말했다. 이날 방송에서 김태원의 제자 3명이 모두 TOP 6에 합격하여 놀라움을 선사했다. 하지만 노지훈이 탈락자로 선정됐다. 노지훈은 "제가 사랑하는 가족과 팬분들, 시청자 여러분들께 감사드린다"라고 말했다. 이어 "오늘 준비했던 것만큼 다 보여주진 못했지만 위탄 끝나고 나서도 노력하는 노지훈이 되겠다"며 "멘토 방시혁 선생님 사랑한다"라고 말했다. 멘토 방시혁은 "짧은 시간안에 새로운 모습을 볼 수 있을 거라 생각한다"라고 말했다. 이어 김혜리가 탈락자로 선정되어 결국 이은미의 멘티들은 모두 탈락했다. 김혜리는 "많이 속상하게 하고 말도 안들었는데 잘 가르쳐주신 이은미 멘토께 감사드린다. 그리고 마산에서 매주 응원와주신 가족분들 사랑한다"라고 말했다. 멘토 이은미는 "결과만이 인정되는 세상에서 과정이 얼마나 중요한지 김혜리양이 그것을 배웠다는 건 인생에 가장 큰 공부를 했다는 것이다. 앞으로 무엇이든 할 수 있는 에너지를 얻은 것 같다"며 아쉬움을 드러냈다. 이날 방송에서는 이은미와 방시혁이 김태원의 멘토들에게 낮은 점수를 줬다는 논란이 일기도 했다. 특히 백청강의 지드래곤 무대는 모창이라는 지적을 하며 7점대의 낮은 점수를 줬고 이는 신승훈, 김윤아의 평가와 극명하게 엇갈리는 것이었다. 시청자들은 두 심사위원이 "김태원을 견제하고 있다", "외모로 평가한다"라고 비판하기도 했다.
| 참가자(공연순서순) | 선정곡(가수)                | 방시혁 평점 | 김태원 평점 | 이은미 평점 | 신승훈 평점 | 김윤아 평점 | 총점 | 총점순위 | 결과 |
| ------------------ | --------------------------- | ----------- | ----------- | ----------- | ----------- | ----------- | ---- | -------- | ---- |
| 정희주             | T.O.P(신화)                 | 8.3         | 9.0         | 8.5         | 8.5         | -           | 34.3 | 2위      | 합격 |
| 김혜리             | 2 Different Tears(원더걸스) | 8.8         | 8.7         | -           | 8.3         | 8.3         | 34.1 | 4위      | 탈락 |
| 셰인               | 태양을 피하는 방법(비)      | 8.9         | 8.3         | 8.3         | -           | 8.7         | 34.2 | 3위      | 합격 |
| 데이비드 오        | No.1(보아)                  | -           | 8.0         | 8.2         | 8.3         | 8.6         | 33.1 | 5위      | 합격 |
| 손진영             | 사랑해 그리고 기억해(god)   | 7.4         | -           | 7.8         | 8.1         | 7.8         | 31.1 | 8위      | 합격 |
| 백청강             | Heartbreaker(지드래곤)      | 7.3         | -           | 7.2         | 8.9         | 9.2         | 32.6 | 6위      | 합격 |
| 노지훈             | 와줘(세븐)                  | -           | 7.5         | 8.0         | 8.4         | 8.2         | 32.1 | 7위      | 탈락 |
| 이태권             | LOVE(씨엔블루)              | 8.6         | -           | 9.3         | 9.0         | 8.7         | 35.6 | 1위      | 합격 |

#### TOP 6
4월 29일에는 '가왕 조용필의 명곡에 도전하라'라는 미션이 주어졌다. 이날 방송에서는 참가자들의 연습실에 조용필이 방문해 참가자들을 격려했다. 조용필은 그러나 방해가 될까 싶어 금방 자리를 떠났다. 참가자들의 연습에는 조용필의 밴드 '위대한 탄생'이 특별 멘토로 참석했다. 위대한 탄생 밴드는 생방송 무대에서도 연주를 맡았다. 위대한 탄생 밴드가 조용필이 아닌 다른 사람의 노래에 반주를 해주는 것은 처음이다. 가장 먼저 백청강이 `이순간을 영원히`를 불렀다. 김윤아는 "위대한 탄생과 함께하는 사운드가 가슴이 흔들렸다. 오늘 기운이 없어보이는데 기죽지 말고 씩씩하게 부르는 모습 보여달라"라고 말했다. 신승훈은 "올라갈수록 심사하기 힘들어진다"면서 "긴장하는 모습도 많이 없어진 것 같다."라고 칭찬했다. 이은미는 "위탄을 통한 드라마를 사랑하는 사람들이 많은 건 알지만 위탄은 음악을 통한 오디션 프로그램이다. 멘티들의 성장을 원하는 게 멘토들인데 성장이 정체해 있는 것 아닌가 싶다. 다이나믹함을 느낄 수 없었다"라고 지적했다. 방시혁은 "밴드와 함께하는 걸 어색해 하는 것 같았지만 여유 있게 보이려는 모습이 좋았다. 하지만 비음의 문제가 드러나는 것 같았다"라고 평가했다. 멘토 김태원은 "내가 그대의 나이때는 상상도 할 수 없던 일이었다. 오늘 최고의 무대였다"라고 극찬했다. 이어 손진영이 노래를 불렀다. 김윤아는 "오늘 처음으로 손진영씨가 가수처럼 보였다. 지적받았던 감정적인 부분이 덜했기 때문에 칭찬해주고 싶다"라고 말했다. 신승훈은 "선곡이 좋았다. 하지만 말하듯이 불렀으면 좋았을 것 같았다"라고 말했다. 이은미는 "멋지게 입장했는데 도입부분이 입장할때처럼 멋졌다면 좋은 무대였을거라는 아쉬움이 있다"라고 말했다. 방시혁은 "생방 무대중에 한번만 패자부활전때처럼 심금을 울리는 노래를 듣고 싶다"라고 평가했다. 김태원은 "앞으로 미래에도 그대의 목소리로 많은 사람들을 행복하게 해줬으면 좋겠다"라고 응원했다. 이어 정희주가 노래를 불렀다. 김태원은 "그대에게 가장 어울리는 노래였다. 미래에도 이런 노래를 했으면 좋겠다"라고 말했다. 신승훈은 "감정전달은 좋았다. 하지만 이어서 부르거나 맺고 끊음이 아쉬웠다"라고 말했다. 이은미도 "연결처리가 아쉽다. 그리고 코러스 부분에서 너무 에너지를 사용했다. 하지만 비교적 단점은 없는 무대였다"라고 말했다. 방시혁은 "생방 무대 들어와서 처음으로 과함을 자제하려는 모습이 좋았다. 고음이 잘 안되는 부분을 보면 이비인후과 가서 치료가 필요할 듯하다"라고 조언했다. 멘토 김윤아는 "오늘 무대를 준비하면서 희주씨가 한단계 성장했다고 생각한다. 오늘곡은 희주씨의 이야기를 듣는 것 같아 좋았다"라고 말했다. 이어 셰인이 `단발머리`를 불렀다. 신승훈은 "영상을 보자마자 이 노래가 떠올랐다"면서 선정 이유를 밝혔다. 김윤아는 "마침 셰인의 다른 면을 보고 싶었는데 그것을 보여준 것 같아서 좋았다. 하지만 초반부에 본인의 매력을 보여주지 못한 것에 아쉬웠다"라고 말했다. 김태원은 "어울리는 노래에 놀랍다. 한계에 도전하는 모습이 아름답다"라고 말했다. 이은미는 "상큼한 무대였다. 아쉬운 점은 리듬에서 느껴지는 바운스가 노래에도 조금만 더 담겨져 있었으면 좋았을 것 같다"라고 말했다. 방시혁은 "아직 아쉽지만 새로운 모습 보여준 게 멋있었다"라고 말했다. 멘토인 신승훈은 "우리나라 음악정서를 대표하는 가왕의 노래를 외국 멘티가 부르는 게 어울릴지 고민이었는데 잘해줬다"라고 말했다. 이어 이태권이 노래를 불렀다. 스페셜멘토 위대한 탄생 밴드 멤버들은 이태권이 "리듬감이 아쉽지만 타고난 미성"이라고 극찬했다. 김윤아는 "리허설때보다 덜 안정되어 있는 게 아쉬웠지만 아름다운 무대였다"라고 말했다. 신승훈은 "오디션 프로그램은 제한이 있는데 느낌대로 가도 될 것 같다"라고 말했다. 이은미는 "낮은 점수를 책정했다가 "슬퍼질땐 나홀로 눈을 감고 싶어" 부분 때문에 마음이 흔들렸다"라고 말했다. 방시혁은 "노래할 때 드럼을 좀더 듣고 고음에서 비강 위에 포인트를 열면 이태권의 무기를 누구도 이길 수 없다. 앞으로 기대하겠다"라고 말하며 아쉬움을 드러냈다. 멘토 김태원은 "그대는 정말 잘하고 있다"면서 응원했다. 이어 데이비드오가 노래를 불렀다. 위대한 탄생 밴드는 "밴드와 호흡을 맞춰봐서 그런지 잘한다"라고 칭찬했다. 김윤아는 "무대에서 마음이 뜨거워질때는 귀와 머리는 차갑게 해야 한다고 생각한다. 음정박자가 아쉬웠지만 데이비드오 무대중에 가장 열정적이었다고 생각한다"라고 평가했다. 김태원은 "통기타만 어울린다고 했던 편견이 부끄럽다. 지금같은 열정으로 음악을 해야 한다"라고 칭찬했다. 신승훈은 "김윤아씨 말대로 퍼포먼스가 단점을 이겼다"라고 말했다. 이은미는 "무대 장악력이 그정도면 나도 헤드뱅잉 하고싶을 정도였다. 여지껏 볼 수 없었던 데이비드오의 무대를 봤다는 것만으로도 9.3점을 주겠다"라고 극찬했다. 멘토 방시혁은 "데이비드오는 록커이다. 록커가 대한민국 최고의 락밴드와 노래를 불렀으니 무슨 말이 필요하느냐"며 극찬했다. 참가자들의 모든 경연이 끝나고 6명은 조용필은 `청춘시대`를 합동으로 공연했다. 이후 탈락자로 정희주가 선정됐다. 정희주는 멘토들 평점 1위를 차지하고도 탈락해 아쉬움을 샀다. 정희주는 "꿈같은 시간이었고, 탈락하는 순간만큼 울지 않으려고 했는데 눈물이 나온다. 여기 와주신 부모님, 동생에게 감사한다"라고 말했다. 이어 "가족들 사랑하고 부족한데 옆에서 지켜준 친구들이 있었기에 여기까지 올 수 있었다"라고 말했다. 이어 "6개월 동안 함께 해주신 멘토들께 감사드리고, 환하게 웃어주시는 김윤아 선생님께 감사한다"라고 말했다. 김윤아는 "희주씨가 오늘 알아야 될 것은 오늘 노래를 못해서 떨어진 게 아니라는 것이다"라고 격려했다.
| 참가자(공연순서순) | 선정곡(가수)         | 방시혁 평점 | 김태원 평점 | 이은미 평점 | 신승훈 평점 | 김윤아 평점 | 총점 | 총점순위 | 결과 |
| ------------------ | -------------------- | ----------- | ----------- | ----------- | ----------- | ----------- | ---- | -------- | ---- |
| 백청강             | 미지의세계           | 8.1         | -           | 8.2         | 9.0         | 8.8         | 34.1 | 5위      | 합격 |
| 손진영             | 바람의 노래          | 7.9         | -           | 8.5         | 8.6         | 8.6         | 33.6 | 6위      | 합격 |
| 정희주             | 이젠 그랬으면 좋겠네 | 8.7         | 9.2         | 8.9         | 8.7         | -           | 35.5 | 1위      | 탈락 |
| 셰인               | 단발머리             | 8.8         | 8.5         | 8.5         | -           | 8.6         | 34.4 | 4위      | 합격 |
| 이태권             | 꿈                   | 8.5         | -           | 9.0         | 8.7         | 8.9         | 35.1 | 3위      | 합격 |
| 데이비드 오        | 여행을 떠나요        | -           | 9.0         | 9.3         | 8.9         | 8.2         | 35.4 | 2위      | 합격 |

- 모두 조용필 곡이다.

#### TOP 5
2011년 5월 6일 TOP 5에서의 "MBC 가요제에 도전하라"라는 미션이 주어졌다. 대학가요제와 강변가요제의 노래를 모두 사용할 수 있다. MBC 가요제 출신의 가수로는 1987년 신인가요제에서 은상을 수상한 변진섭, 1999년 강변가요제에서 대상을 수상한 장윤정, 1988년 강변가요제에서 금상을 수상한 이상우, 1988년 신인가요제에서 금상을 수상한 신효범, 1981년 강변가요제에서 장려상을 수상한 주현미, 1978년 대학가요제 출신 심수봉, 1986년 대학가요제에서 대상을 수상한 유열, 1985년 강변가요제에서 장려상을 수상한 박미경 등이 있다. 처음으로 데이비드 오가 `연극이 끝나고 난 후`를 불렀다. 김윤아는 "밴드에 맞추서 노래를 하는건 반주 테잎 맞춰서 부르는 것과 다르다. 선곡이 자신의 매력을 살리는 곡으로 했으면 좋았을 듯하다"고 말했다. 김태원은 "목소리가 평화로운 느낌이 든다. 세상에는 그대의 목소리가 필요한 곳이 많을 것이다"라고 말했다. 신승훈은 "점점 안정이 되어가는 것 같다. 몸이 안 좋았었는데 잘 불렀다"라고 말했다. 이은미는 "드디어 몸통에서 울리는 소리가 두성으로 나오고 있는 게 기쁨이다. 하지만 아직도 음정이 플랫되는 경향이 있다"라고 지적했다. 멘토 방시혁은 "프로가수가 되어가는 길에서 밴드와 연주하고 노래하면서 실력이 느는 게 보인다. 지난 6개월간 주문했던 소리의 다양한 사용법을 보여줘서 기쁘고 행복했다"라고 말했다. 이날 방송에서는 참가자들의 가족이 나와 응원과 인터뷰를 해주었다. 이어 수많은 탈락에서 살아남아 기적을 보여줬던 '미라클맨' 손진영이 `첫눈이 온다구요`를 불렀다. 김윤아는 "지난주에도 말했지만 이제는 무대를 즐기는 모습이 흐뭇하다"라고 말했다. 신승훈은 "감정을 앞부분에 너무 넣다보니 뒤에서 쓸 감정이 없었다. 빨라졌을 때 즐길 수 있었으면 좋겠다"라고 말했다. 이은미는 "무척 좋은 선곡이라는 생각이 든다. 장점이 잘 드러났다. 조금 아쉽다면 A 보이스에서 노랫말이 들리는 표현을 했으면 좋겠다. 소리의 끝처리도 다양하게 만들면 좋은 음악이 될 것 같다"라고 지적했다. 방시혁은 "경쟁이란 건 생존에 의미가 있다. 하지만 진정한 경쟁은 프로그램 뒤니까 아직은 미흡한 것 같다. 오늘은 감정을 절제하는 모습을 보여줘서 좋았다"라고 말했다. 멘토 김태원은 "첫 만남에서 자신없어 하던 모습이 생각나는데 정말 많이 달라졌다. 그대의 심경을 건드릴 수 있는 건 아무 것도 없다"며 응원했다. 이어 백청강이 이선희의 `J에게`를 불렀다. 김윤아는 "왠지 지난주부터 기운이 없어보였는데, 오늘 무대는 아쉽게도 백청강씨의 장점이 보이지 않았다"라고 말했다. 신승훈은 "리듬 있게 발라드 `J에게`를 재해석할 때 좀 더 연습을 해야 할 것 같다."라고 말했다. 이은미는 "새로운 편곡 시도가 좋았다. 아쉬운 점은 음정이 유난히 많이 플랫되는 경향이 있었다. 밴드와 노래할 때 좀 더 연습했으면 하는 아쉬움이 있다"라고 말했다. 방시혁은 `J에게` 선곡했다는 말을 들었을 때 '김태원 멘토는 고수다'라고 생각했는데 청강씨의 무대가 매력적인지 느끼지 못했다. 어떻게 하면 밴드를 리드할지 연구하는 게 좋을 듯하다"고 말했다. 멘토 김태원은 "아주 약간 지쳐보였다. 하지만 지친 모습조차 아름다워보였다"라고 말했다. 이어 이태권이 이상우의 `슬픈 그림같은 사랑`을 불렀다. 이 곡을 선정한 김태원은 "2011년도의 슬픈 그림같은 사랑을 재해석할 수 있는 계기가 될 것"이라며 기대했다. 김윤아는 "모든 출전자들의 무대를 보고 있으면 잘할 수 있을까 불안감이 드는 게 사실인데, 태권씨의 모습은 안심하고 보게 된다"라고 말했다. 신승훈은 "이태권에게 여지껏 좋은 점수를 줬는데 좀 더 집중이 필요할 것 같다. 음정이 불안한 부분이 있었다"라고 말했다. 이은미는 "이런류의 발라드는 이태권이 가장 잘하는 것이다. 조언대로 A보이스를 어떻게 부를지 생각하고 부르는 것 같아서 높이 평가한다"라고 말했다. 방시혁은 "최근 들어서 정체하는 느낌이 있다. 도약하기 직전까지 와 있는 것 같은데 고음 뚫는 것만 노력하면 될 것 같다"라고 말했다. 멘토 김태원은 "이번 미션은 이태권의 미션같다. 봄·여름·가을·겨울 모두 잘 어울리는 목소리다"라고 말했다. 이어 세인이 심수봉의 `그때 그 사람`을 불렀다. 김윤아는 "셰인만의 어두운 매력이 돋보였던 노래였다"라고 말했다. 김태원은 "오늘 날씨와 잘 어울리는 노래였다. 언젠가는 셰인의 목소리로 셰인만의 노래를 듣고 싶다"라고 말했다. 이은미는 "기대한 것보다 훨씬 대단한 무대였다. 감성적인 표현이 마음을 흠뻑 적시었다"라고 극찬했다. 방시혁은 "지난주부터 발전된 모습 보여주는 게 멋있다. 지난주처럼 단단한 고음을 보여줬으면 하는 아쉬움이 있다"라고 말했다. 멘토 신승훈은 "여기까지 오면서 가사와 멜로디 외우기 힘든데 멘토분들이 힘을 주셔서 도움이 될 것 같다"라고 말했다. 모든 공연이 끝나고 TOP 5명이 박경림이 진행하는 라디오에 출연하는 모습이 나간 후, 1988년 무한궤도의 노래 `그대에게`를 합동으로 공연했다. 그리고 데이비드오가 탈락자가 발표됐다. 데이비드오는 "처음으로 하나님한테 감사하고, 부모님과 동생에게 감사하고, MBC 모든 스텝들에게 감사한다. 멘토들에게도 감사한다. 방시혁 선생님에게도 감사한다"라고 말했다. 이어 "저의 처음 스텝이라 생각하고 한국에서 음악 계속 할 것이다"라고 말했다. 이어 "팬들에게도 힘들 줘서 감사하다"라고 말했다.
| 참가자(공연순서순) | 선정곡(가수)                       | 방시혁 평점 | 김태원 평점 | 이은미 평점 | 신승훈 평점 | 김윤아 평점 | 총점 | 총점순위 | 결과 |
| ------------------ | ---------------------------------- | ----------- | ----------- | ----------- | ----------- | ----------- | ---- | -------- | ---- |
| 데이비드 오        | 연극이 끝난 후(샤프, 1980년)       | -           | 8.8         | 9.0         | 8.7         | 8.0         | 34.5 | 3위      | 탈락 |
| 손진영             | 첫눈이 온다구요(이정석, 1986년)    | 8.2         | -           | 8.9         | 8.2         | 8.2         | 33.5 | 5위      | 합격 |
| 백청강             | J에게(이선희, 1984년)              | 8.3         | -           | 8.7         | 9.0         | 8.4         | 34.4 | 4위      | 합격 |
| 이태권             | 슬픈 그림같은 사랑(이상우, 1988년) | 8.5         | -           | 9.4         | 8.5         | 9.4         | 35.8 | 1위      | 합격 |
| 셰인               | 그때 그사람(심수봉, 1978년)        | 9.0         | 9.0         | 9.3         | -           | 8.5         | 35.8 | 1위      | 합격 |

#### TOP 4
2011년 5월 13일 TOP 3의 무대가 방송됐다. '내 생애 최고의 노래'를 불러야 하는 미션이 주어졌다. 신승훈은 셰인에게 "핸디캡이 많은데도 잘 따라와준 게 대단하다고 생각한다"라고 말했다. 김태원은 "셰인까지 4명이 서로 의지하는 모습이 좋다"라고 말했다. 첫 번째로 이태권이 '사랑했지만'을 불렀다. 이태권의 어머니는 "많이 반대를 했었다. 아들이 자기가 하고 싶은 음악을 하고 싶다는 이야기를 해서 싸웠다"라고 말했다. 김윤아는 "감기걸려서 컨디션이 걱정됐는데 잘해줬다. 나이와 사랑 경험에 비하면 잘 부른 거라 생각한다"라고 말했다. 신승훈은 "사랑이 다가올거라 확신하느냐"라고 물은 뒤 "사랑을 못해봤는데도 이별 이야기를 잘 해냈다"라고 말했다. 이은미는 "노랫말의 감성에 푹 젖었다. 완벽한 노래였다는 생각이 든다"라고 말했다. 방시혁은 "이태권의 아름다운 목소리에 어울리는 선곡이었다. 오랜만에 이태권의 목소리에 감동했다. 하지만 리듬감과 음정이 조금 아쉬웠다"라고 말했다. 멘토 김태원은 "첫 만남부터 생각한건데 참 독특한 목소리를 가졌다. 숨소리까지 매력있게 들린다"라고 말했다. 이어 셰인이 노래를 불렀다. 셰인의 어머니 로위나 오로크는 "셰인은 수줍음이 많지만 위대한 탄생에 출연 하면서 외향적인 성격으로 바뀌고 있다"라고 말했다. 셰인은 "신승훈이 선물한 MP3 플레이어에 있던 노래중에 가장 마음에 드는 노래였기 때문에 선택했다"라고 말했다. 김윤아는 "지난주에도 느낀건데 이렇게 전형적인 한국적인 감성을 노래한 곡이 잘 어울린다. 애절하고 아름답고 세련됐다"며 극찬했다. 김태원은 "TOP 4에 들어온 것이 결코 우연이 아닌 것 같다. 언어와 국가간의 장벽을 깨고 있다"라고 극찬했다. 이은미는 "이런 게 바로 음악을 통한 감동이다. 셰인이 멋진 무대를 보여줬다"라고 말했다. 방시혁은 "가사적으로 신승훈 멘토에게 드리는 노래라면 감동이 있지만, 전반부에서 타이트에서 운용해야 6/8박자의 올드스쿨 소화가 가능했을 거라 생각한다"라고 말했다. 멘토 신승훈은 "잘 따라와주는 셰인이 고맙고 위대한 탄생에서 중요한 건 감동인데 오늘 그렇게 하려고 노력했던 모습이 보기 좋았다"라고 말했다. 이어 손진영이 노래를 불렀다. 김윤아는 "여유가 느껴져서 보기 좋았다. 앞으로 오래 노래를 하기 위해서 본인의 색깔을 찾는게 좋을 듯하다"라고 말했다. 신승훈은 "선곡에 따라서 점수가 왔다갔다한다"면서 "오늘은 손진영씨답게 잘했다"라고 말했다. 이은미는 "위대한 탄생을 통해서 많은 어려움을 극복해왔는데 손진영만의 에너지가 느껴졌으면 하는 아쉬움이 있고, 밴드를 리드하지 못하는 아쉬움이 있다"라고 말했다. 방시혁은 "여유로운 모습 보기 좋았고, 자제하려고 노력하는 게 보이는 듯하다. 하지만 본인의 격정을 전달하는 것보다 관객들이 격정적일 수 있도록 자제하는 게 좋을 것 같다"라고 말했다. 멘토 김태원은 "미래에 가수가 된 후에도 사람들에게 힘을 줄 수 있는 사람이라고 생각한다"라고 말했다. 이어 백청강은 We are the future를 불렀다. 백청강은 "어떻게 저 노래를 춤을 추면서 부를 수 있나"면서 놀랐다고 말했다. 김윤아는 "오늘은 그래도 댄스를 보여주기로 작정한 것 같다. 그동안 얼마나 연습했는지 알 수 있을 것 같다"라고 말했다. 신승훈은 "호흡에서 이어야 할 부분을 끊어서 부르는 문제가 있었다. 앞으로 가수가 되더라도 하고 싶은 노래와 해야 할 노래를 구분했으면 좋겠다"라고 지적했다. 이은미는 "이런 안무를 소화할 수 있는 능력은 이미 보여줬는데, 이 경합의 성과가 백청강의 미래를 담보하는 것이 아님을 확인시켜주고 싶다. 랩도 잘하고 노래도 잘 할 수 있으면 좋겠지만 오늘은 두개 다 안 좋았다. 앞으로 보컬적으로 다양한 무기를 개발해야 한다"라고 지적했다. 방시혁은 "춤연습을 정말 많이 한것 알겠지만, 비트가 빠른 곡을 할때는 조금만 틀려도 티가 많이 난다. 오늘은 너무 많은 음 실수가 있었던 것 같아서 아쉬웠다"라고 말했다. 멘토 김태원은 "백청강씨 인생에서 제가 도움이 됐는지 모르지만 미래에 슈퍼스타가 된다면 지금의 상황을 기억하기 바란다"라고 조언했다.
무대가 모두 끝나고 TOP 4의 게릴라 콘서트와, 화보집 촬영이 방송됐다. 이어서 멘토와 멘티의 합동 공연도 했다. 신승훈과 셰인은 `I Believe`를 불렀고, 김태원과 그의 멘티들은 부활의 `1970`을 불렀다. 이어 탈락자로 손진영이 선정됐다. 손진영은 "우선 하나님께 감사드린다. 이 영광을 돌리고 싶다. 하나님 옆에서 응원해주신 아버지 감사한다. 기도해주신 어머니께 감사드리고, 김태원 선생님과 다른 멘토 선생님들도 감사드린다. PD님과 모든 스텝들게도 감사드린다."라고 말했다. 김태원은 "사람들한테 희망을 주는 음악을 하라. 그래도 안되면 노래를 잘하는 배우가 되라. 많은 사람들이 기억해줄 것이다"라고 조언했다.
| 참가자(공연순서순) | 선정곡(가수)                                         | 방시혁 평점 | 김태원 평점 | 이은미 평점 | 신승훈 평점 | 김윤아 평점 | 총점 | 총점순위 | 결과 |
| ------------------ | ---------------------------------------------------- | ----------- | ----------- | ----------- | ----------- | ----------- | ---- | -------- | ---- |
| 이태권             | 사랑했지만(김광석)                                   | 9.0         | -           | 8.5         | 9.0         | 9.0         | 35.5 | 2위      | 합격 |
| 셰인               | 나 항상 그대를(이선희)                               | 8.7         | 9.7         | 9.5         | -           | 9.0         | 36.9 | 1위      | 합격 |
| 손진영             | 거꾸로 강을 거슬러 오르는 저 힘찬 연어들처럼(강산에) | 8.7         | -           | 8.6         | 8.7         | 8.0         | 34   | 3위      | 탈락 |
| 백청강             | We are the future(H.O.T)                             | 8.3         | -           | 8.0         | 8.9         | 8.4         | 33.6 | 4위      | 합격 |

#### TOP 3
백청강-결승 진출
이태권-결승 진출
셰인-탈락

#### TOP 2 (그랜드 파이널)
백청강은 빅마마의 체념, 이태권은 윤도현밴드의 박하사탕을 열창했다.
멘토의 자작곡은 백청강은 이별이 별이 되나봐, 이태권은 흑백사진을 불렀다.
심사위원 점수는 이태권이 선두였으나, 최종 우승은 백청강이 차지하였다.
한편 이 날, 김윤아 멘토는 참석하지 못했다.

## 회차별 방송 내용
| 회차 | 방송 일자        | 방송 내용                                                            |
| ---- | ---------------- | -------------------------------------------------------------------- |
| 1    | 2010년 11월 5일  | 참가자들 선정 방법 설명, 멘토들 출연하여 토크                        |
| 2    | 2010년 12월 3일  | 1차 오디션 (일본)                                                    |
| 3    | 2010년 12월 10일 | 1차 오디션 (대한민국, 미국)                                          |
| 4    | 2010년 12월 17일 | 1차 오디션 (대한민국, 미국)                                          |
| 5    | 2010년 12월 24일 | 1차 오디션 (대한민국, 태국)                                          |
| 6    | 2011년 1월 7일   | 1차 오디션 (대한민국, 중국)                                          |
| 7    | 2011년 1월 14일  | 1차 오디션 종료 (합격자 112팀)                                       |
| 8    | 2011년 1월 21일  | 위대한 캠프 '나쁜 버릇을 고쳐라'                                     |
| 9    | 2011년 1월 28일  | 위대한 캠프 '나쁜 버릇을 고쳐라'                                     |
| 10   | 2011년 2월 4일   | 위대한 캠프 '나쁜 버릇을 고쳐라' 미션 종료 (합격자 64명)             |
| 11   | 2011년 2월 11일  | 위대한 캠프 '선곡도 실력이다' (합격자 34명)                          |
| 12   | 2011년 2월 18일  | 위대한 캠프 '자기 스타일 찾기' 듀엣 무대 후 멘토 선정                |
| 13   | 2011년 2월 25일  | 위대한 캠프 '자기 스타일 찾기' 듀엣 무대 후 멘토 선정 (합격자 20명)  |
| 14   | 2011년 3월 4일   | 멘토 스쿨 - 방시혁, 김태원 (손진영, 양정모 탈락)                     |
| 15   | 2011년 3월 11일  | 멘토 스쿨 - 이은미, 방시혁 (이미소, 김정인 탈락)                     |
| 16   | 2011년 3월 18일  | 멘토 스쿨 - 김윤아, 이은미 (박원미, 이진선 탈락)                     |
| 17   | 2011년 3월 25일  | 멘토 스쿨 - 신승훈(조형우, 윤건희 탈락), 김윤아(안아리, 김한준 탈락) |
| 18   | 2011년 4월 1일   | 멘토 스쿨 패자 부활전 (손진영, 조형우 합격)                          |
| 19   | 2011년 4월 8일   | 결선 생방송 TOP 12 공연 (황지환, 권리세 탈락)                        |
| 20   | 2011년 4월 15일  | 결선 생방송 TOP 10 공연 (백새은, 조형우 탈락)                        |
| 21   | 2011년 4월 22일  | 결선 생방송 TOP 8 공연 (노지훈, 김혜리 탈락)                         |
| 22   | 2011년 4월 29일  | 결선 생방송 TOP 6 공연 (정희주 탈락)                                 |
| 23   | 2011년 5월 6일   | 결선 생방송 TOP 5 공연 (데이비드 오 탈락)                            |
| 24   | 2011년 5월 13일  | 결선 생방송 TOP 4 공연 (손진영 탈락)                                 |
| 25   | 2011년 5월 20일  | 결선 생방송 TOP 3 공연 (셰인 오로크 탈락)                            |
| 26   | 2011년 5월 27일  | 결선 생방송 그랜드파이널 TOP 2 공연 (백청강 우승, 이태권 준우승)     |
| 27   | 2011년 6월 3일   | 위대한 콘서트 (주요 참가자들의 공연)                                 |

## 방송 시간
| 방송 채널 | 방송 기간                                                               | 방송 시간                      | 방송 분량  |
| --------- | ----------------------------------------------------------------------- | ------------------------------ | ---------- |
| MBC       | 2010년 11월 5일 ~ 2011년 4월 1일 2011년 4월 29일 ~ 2011년 6월 3일       | 금요일 밤 9시 55분 ~ 11시 5분  | 1시간 10분 |
| MBC       | 2011년 4월 8일 (본방)                                                   | 금요일 밤 9시 55분 ~ 11시 55분 | 2시간      |
| MBC       | 2011년 4월 15일 (본방)                                                  | 금요일 밤 9시 55분 ~ 11시 25분 | 1시간 30분 |
| MBC       | 2011년 4월 22일 (본방)                                                  | 금요일 밤 9시 55분 ~ 11시 15분 | 1시간 20분 |
| MBC       | 2010년 11월 7일 ~ 2011년 5월 1일 2011년 5월 15일 ~ 2011년 6월 5일(재방) | 일요일 오후 1시 10분 ~ 2시     | 50분       |
| MBC       | 2011년 5월 8일 (재방)                                                   | 일요일 오후 3시 ~ 4시          | 1시간      |

## 시청률

### 2010년 시청률
| 회차 | 방송 일자        | 전국 시청률(증감치) |
| ---- | ---------------- | ------------------- |
| 1    | 2010년 11월 5일  | 8.7%                |
| 2    | 2010년 12월 3일  | 8.3%(-0.4)          |
| 3    | 2010년 12월 10일 | 9.5%(+1.2)          |
| 4    | 2010년 12월 17일 | 8.5%(-1.0)          |
| 5    | 2010년 12월 24일 | 12.1%(+3.6)         |

| 회차 | 방송 일자        | 전국 시청률(증감치) |
| ---- | ---------------- | ------------------- |
| 1    | 2010년 11월 5일  | 8.3%                |
| 2    | 2010년 12월 3일  | 9.5%(+1.2)          |
| 3    | 2010년 12월 10일 | 10.6%(+1.1)         |
| 4    | 2010년 12월 17일 | 9.6%(-1.0)          |
| 5    | 2010년 12월 24일 | 11.2%(+1.6)         |

### 2011년 시청률
| 회차 | 방송 일자       | 전국 시청률(증감치) |
| ---- | --------------- | ------------------- |
| 6    | 2011년 1월 7일  | 12.0%(-0.1)         |
| 7    | 2011년 1월 14일 | 9.2%(-2.8)          |
| 8    | 2011년 1월 21일 | 11.0%(+1.8)         |
| 9    | 2011년 1월 28일 | 13.4%(+2.4)         |
| 10   | 2011년 2월 4일  | 9.8%(-3.6)          |
| 11   | 2011년 2월 11일 | 13.6%(+3.8)         |
| 12   | 2011년 2월 18일 | 14.0%(+0.4)         |
| 13   | 2011년 2월 25일 | 16.5%(+2.5)         |
| 14   | 2011년 3월 4일  | 16.4%(-0.1)         |
| 15   | 2011년 3월 11일 | 16.8%(+0.4)         |
| 16   | 2011년 3월 18일 | 15.8%(-1.0)         |
| 17   | 2011년 3월 25일 | 15.3%(-0.5)         |
| 18   | 2011년 4월 1일  | 15.8%(+0.5)         |
| 19   | 2011년 4월 8일  | 19.2%(+3.4)         |
| 20   | 2011년 4월 15일 | 18.3%(-0.9)         |
| 21   | 2011년 4월 22일 | 19.1%(+0.8)         |
| 22   | 2011년 4월 29일 | 13.9%(-5.2)         |
| 23   | 2011년 5월 6일  | 18.6%(+4.7)         |
| 24   | 2011년 5월 13일 | 18.8%(+0.2)         |
| 25   | 2011년 5월 20일 | 18.8%(0)            |
| 26   | 2011년 5월 27일 | 19.2%(+0.4)         |
| 27   | 2011년 6월 3일  | 12.9%(-6.3)         |

| 회차 | 방송 일자       | 전국 시청률(증감치) |
| ---- | --------------- | ------------------- |
| 6    | 2011년 1월 7일  | 14.0%(+2.8)         |
| 7    | 2011년 1월 14일 | 10.6%(-3.4)         |
| 8    | 2011년 1월 21일 | 12.6%(+2.0)         |
| 9    | 2011년 1월 28일 | 14.9%(+2.3)         |
| 10   | 2011년 2월 4일  | 11.1%(-3.8)         |
| 11   | 2011년 2월 11일 | 15.8%(+4.7)         |
| 12   | 2011년 2월 18일 | 18.4%(+2.6)         |
| 13   | 2011년 2월 25일 | 17.8%(-0.6)         |
| 14   | 2011년 3월 4일  | 18.5%(+0.7)         |
| 15   | 2011년 3월 11일 | 18.1%(-0.4)         |
| 16   | 2011년 3월 18일 | 18.2%(+0.1)         |
| 17   | 2011년 3월 25일 | 17.8%(-0.4)         |
| 18   | 2011년 4월 1일  | 18.6%(+0.8)         |
| 19   | 2011년 4월 8일  | 22.8%(+4.2)         |
| 20   | 2011년 4월 15일 | 21.6%(-1.2)         |
| 21   | 2011년 4월 22일 | 21.8%(+0.2)         |
| 22   | 2011년 4월 29일 | 14.6%(-7.2)         |
| 23   | 2011년 5월 6일  | 21.3%(+6.7)         |
| 24   | 2011년 5월 13일 | 20.2%(-1.1)         |
| 25   | 2011년 5월 20일 | 21.7%(+1.5)         |
| 26   | 2011년 5월 27일 | 21.8%(+0.1)         |
| 27   | 2011년 6월 3일  | 14.7%(-7.1)         |

- TNmS와 AGB닐슨 미디어 리서치에서 공개한 표를 바탕으로 작성한 시청률이다. 빨간색 글씨는 최고 시청률, 파란색 글씨는 최저 시청률을 나타낸다.

## 기타 논란
- 미국 예선에서 합격한 허지애가 중도 하차한다고 밝히면서 그 이유에 대한 의문이 증폭되었다. 제작진은 허지애의 개인 사정 때문이라고 밝히며 자세한 사항은 공개하지 않았다. 허지애는 첫 방송에서 독설가 방시혁에게도 좋은 평가를 받으면서 제2의 장재인으로 불리기까지 하였으며, 허지애의 중도 하차에 대해서 여러 가지 추측들이 나돌기도 했다.[103]
- 예선에서 마산 1급수라는 극찬을 받았던 김혜리는 사기사건에 연루된적이 있다는 점이 밝혀지면서 자진사퇴 또는 제작진이 탈락시켜야 한다는 비판이 제기됐다. 제작진은 김혜리에게 사과문을 받았고, 김혜리가 반성하고 있으며, 이미 종결된 사안이기 때문에 오디션을 계속 진행하겠다고 밝혔다.[104]
- 일부 참가자들이 음반을 낸 경험이 있는걸로 알려지면서 가수경력 논란이 있었다. 방시혁에게 지목받아 최종 20인 멘토스쿨까지 올라간 노지훈은 2009년 KT에서 주최한 대회에서 입상하여 음반을 낸 것으로 알려지면서 가수가 아니었냐는 비판이 제기되기도 했다. 제작진은 이에 대해 "노지훈이 발매한 앨범은 오디션 우승의 혜택이었고, 이후 소속사도 별다른 가수 활동도 없었었으므로 별 문제가 없다"고 밝혔다.[105] 양정모도 '비셔스글레어'라는 밴드에서 베이스로 활동하고 있다.[106]
- 스포일러 논란도 있었다. 위대한 탄생은 방송과 오디션이 2주 정도의 기간의 차이를 두고 방송되는데 예고편에서 합격자가 보이는 등의 자체 스포일러가 나타기도 했으며,[107] 방송에 대한 정보를 알고있는 누리꾼이 합격자 목록을 적은 스포일러 글을 올려 논란이 일기도 했다. 이러한 스포일러들은 대부분 그대로 맞았다.[108]
- 일부 참가자가 실력이 아닌 뛰어난 외모로 합격한다는 비판도 제기됐다. 대표적으로 故권리세가 있다. 故권리세는 실력을 문제로 탈락했음에도 불구하고 패자부활로 살아나는 등 제작진의 입김에 의해 최종 결선까지 올라가는 것 아니냐는 의문이 제기되기도 했다. 故권리세의 이러한 부활은 시청률을 의식한 제작진의 의도라는 추측이 제기된다.[109]
- 방시혁 멘토스쿨에 합격한 이미소가 《쇼! 음악중심》 생방송 무대를 가장한 멘토스쿨 최종 오디션 무대에서 방시혁의 소속사에 있는 가수지망생 조규원이 백댄서로 출연해 논란을 일으켰다. 이날 무대에서 이미소의 화장이 엉망이었기 때문에 '가수 지망생을 띄워주기 위한 자작극 아니었냐'는 의혹이 제기되기도 했다.[110][111]
- 최종 12인 결선에 오른 백새은과 김태원이 친척관계인 사실이 뒤늦게 알려졌다. 백새은은 이전부터 알고 있었으나, 심사평에 영향을 미칠것이 우려되어 숨겨왔다고 고백했고, 김태원도 이 사실을 뒤늦게 알았다고 말했다. 또한 데이비드 오도 1980년대 '사랑해요'라는 곡으로 유명한 대학가요제 출신 여성듀오 뚜라미의 멤버 고은희가 자신의 어머니라고 뒤늦게 밝혔다.[112]
- 4월 8일 첫 생방송에서는 음향 셋팅이 잘못되어서 참가자들이 실력발휘를 못하는 것처럼 보여졌다는 비판도 제기됐다.[113] 또한 실시간 문자투표가 진행되었음에도 불구하고 탈락자와 합격자들의 순위를 공개하지 않은 것도 비판으로 제기됐다.[114] 박혜진의 진행문제도 지적됐다.[115]
- 4월 이후에 방송된 생방송 무대에서는 이은미와 방시혁의 심사문제가 논란의 불씨로 떠올랐다. 이은미와 방시혁이 서로의 멘티들에게 좋은 점수를 주려 한다거나, 김태원의 제자들에게 낮은 점수를 줘 견제한다는 극성팬들의 주장들이다.[116]

## 평가와 비판
준비기간이 짧아 아직 자세한 내용은 정해진 것 없이 오디션을 시작해서 우려가 제기되기도 했다. 또한 프로그램 시작 단계 당시 큰 인기를 끌었던 엠넷의 공개 오디션 프로그램 슈퍼스타K 2를 따라했다는 비판도 있다. 유튜브를 통한 1차 예선 오디션에서는 조회수를 기준으로 선발하기 때문에 공정하지 못하다는 지적도 나왔다. 또한 11월 5일 첫 방송에서 12월부터 시작되는 방송과 오디션 참여 홍보에 치우쳐 내용이 부실했다는 지적도 받고있다.
위대한 탄생은 《슈퍼스타K》와 비교하는 경우가 많았다. 《슈퍼스타K》가 인기를 끈 이후에 급하게 만들었다는 비판이 제기되기도 하였으나, 방송이 진행되면서 심사위원들의 날카로운 평가와, 참가자들의 능력을 최대한으로 끌어올려주는 멘토링 시스템에 대한 기대감이 증폭되었다. 김태원은 자신의 인생역경을 참가자에게 투영시켜 용기를 복돋아주는 평가를 내리면서도 다양한 예능프로에 출연하면서 익힌 유머감각을 구사하였으며, 방시혁은 《슈퍼스타K》의 이승철, 《아메리칸 아이돌》의 사이먼 코웰을 떠오르게 하는 날카로운 독설로 객관적인 평가를 내리면서 방송 초반부터 화제를 끌어모았다. 신승훈은 풍부한 경험과, 특유의 여유로움으로 참가자들의 가능성을 보았으며, 이은미는 참가자들의 건강을 챙기는 등 따스함을 겸비한 독설을 구사했고, 김윤아는 섬세하면서도 차분한 평가를 내렸다. 이처럼 경험이 많은 뮤지션들의 음악적 평가는 시청자들에게 음악적 식견을 넓혀준다는 평가를 받기도 했으며, 심사위원들의 의견이 미흡하다고 지적된 바 있는 《슈퍼스타K》와는 다른 재미가 있다는 평가를 받았다. 2011년 1월까지는 단순 오디션만 진행하여 《슈퍼스타K》와 비슷하다는 지적이 있었으나, 2월 말부터 돌입하는 위대한 탄생만의 차별화된 트레이닝이 시작되면서 기대감이 증폭되어 매주 시청률이 상승하였다. 결국 첫 생방송이 진행됐던 4월 8일 시청률 20%를 넘었으며, 광고도 90%이상에서 완판(완전 판매)가 되어 3월말까지 60억원의 수익을 돌파해 슈퍼스타k2를 일찌감치 뛰어넘었다. 또한 이날에는 건당 100원씩 하는 문자투표도 170만건에 달해 1억 7,000만원을 벌어들였고, 통신사와 대행업체등의 수익을 제외한다고 해도 MBC의 수익은 수천만원에 달할 것으로 예상이 됐다. 《위대한 탄생》 제작진은 이를 제작비 지원에 사용할 예정이며 일부는 사회복지공동모금회에 기부하겠다고 밝혔다.

## 휴방 및 결방
- 2010년 11월 12일부터 11월 26일까지 《2010년 광저우 아시안 게임》 중계 방송으로 인해 결방되었다.
- 2010년 12월 31일에 《MBC 가요대제전》의 방송으로 인하여 결방되었다.

## 같이 보기
- 슈퍼스타K
- K팝 스타
- 아메리칸 아이돌
- 브리튼스 갓 탤런트